# Охорона здоров'я в Ізраїлі

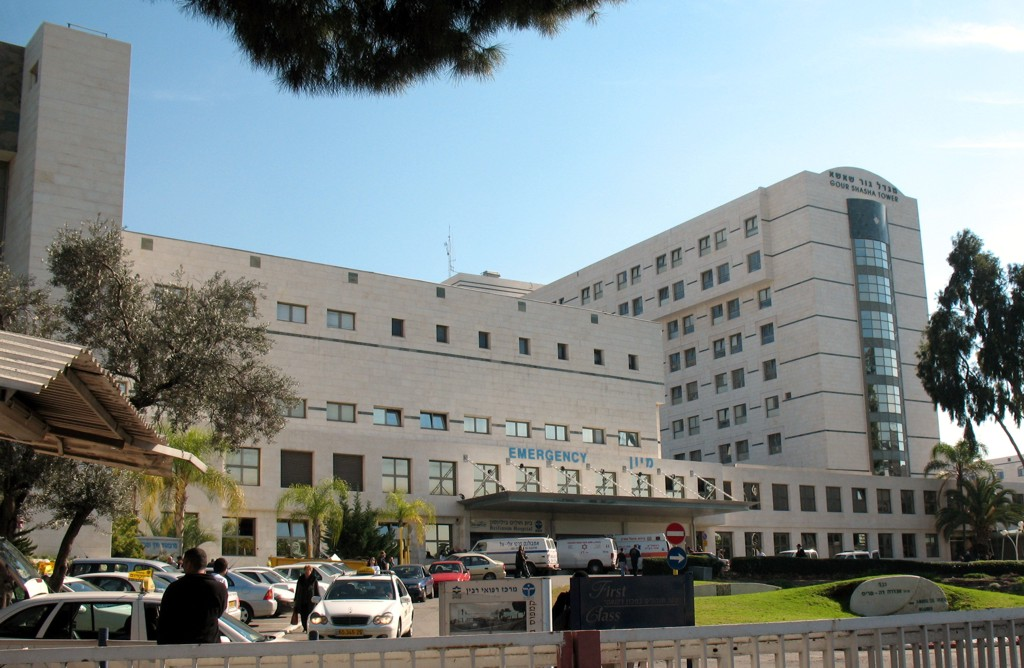
Медичний центр Рабіна: Лікарня Бейлінсона в Петах-Тіква, Ізраїль

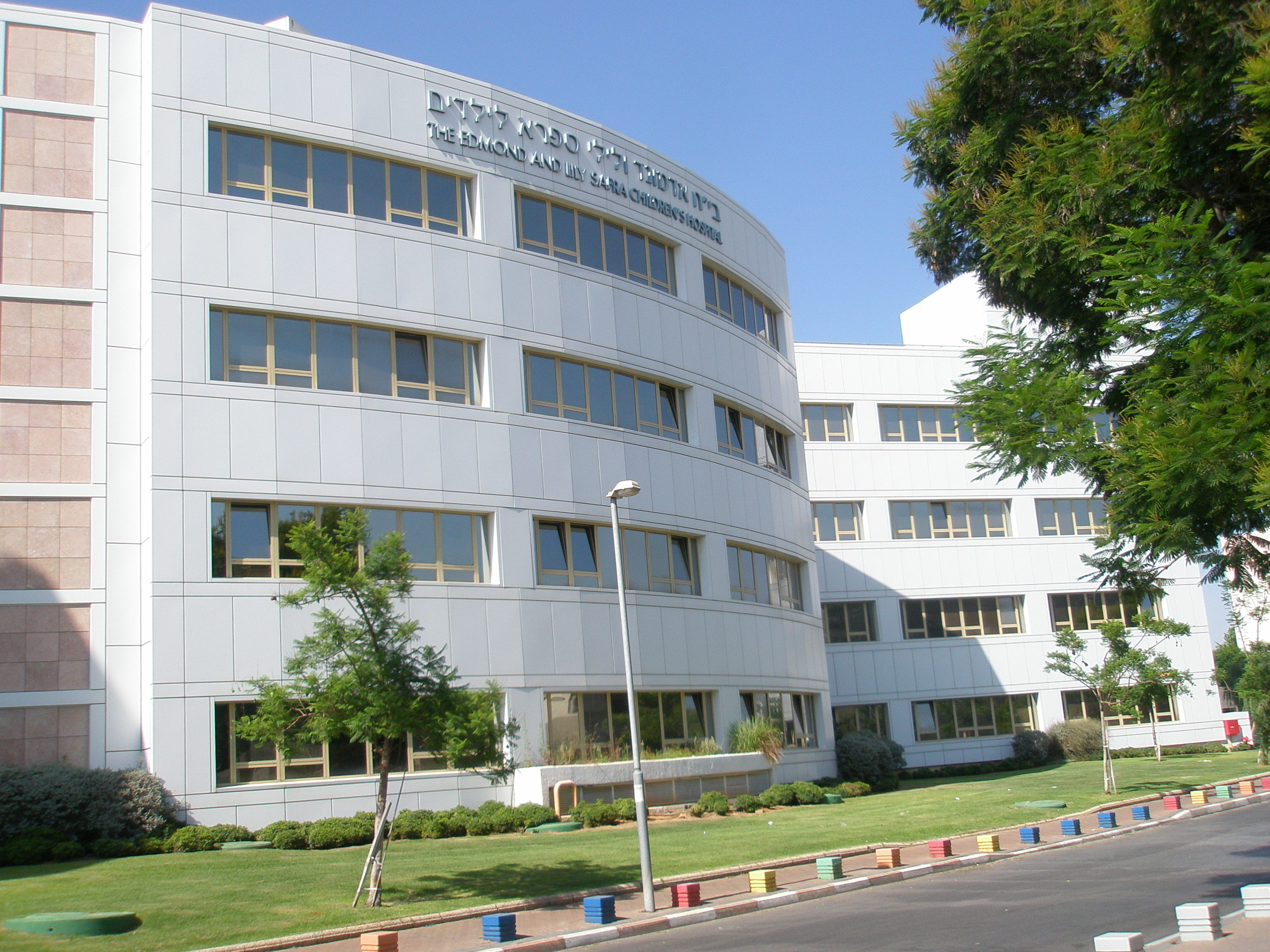
Госпіталь для дітей Сафра який знаходиться в Tel HaShomer

Охорона здоров'я в Ізраїлі базується на обов'язковому медичному страхуванні, яке є обов'язковим для всіх громадян Ізраїлю. Всі громадяни Ізраїлю мають право на медичне обслуговування як основне право. Система ізраїльської охорони здоров'я базується на Законі про державне медичне страхування від 1995 року, згідно з яким всі громадяни, що проживають в країні, зобов'язані приєднатися до однієї з чотирьох офіційних організацій зі страхування здоров'я, таких як  Купат Холім (קופת חולים — «Фонд охорони здоров'я»), які працюють як неприбуткові організації, законом заборонено відмовляти будь-якому члену ізраїльського суспільства в цьому праві. Ізраїльтяни можуть покращити своє медичне обслуговування та поліпшити свої отримані послуги, придбавши приватну медичну страховку.
У дослідженні яке відбулося у 2013 році серед 48 країн система охорони здоров'я Ізраїлю в світі посіла четверте місце в плані ефективності, а в 2014 році вона зайняла сьоме місце із 51.
У 2015 році, Ізраїль був переміщений до шести країн з найкращим медичним забезпеченням у світі згідно рейтингу Bloomberg і зайняв восьме місце у списку країн за середньою тривалістю життя з точки зору тривалості життя.

## Історія

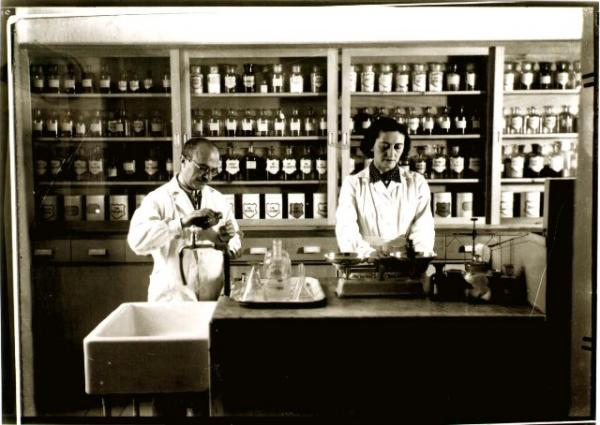
Фармацевтична фірма в Петах-Тіква, 1930-ті

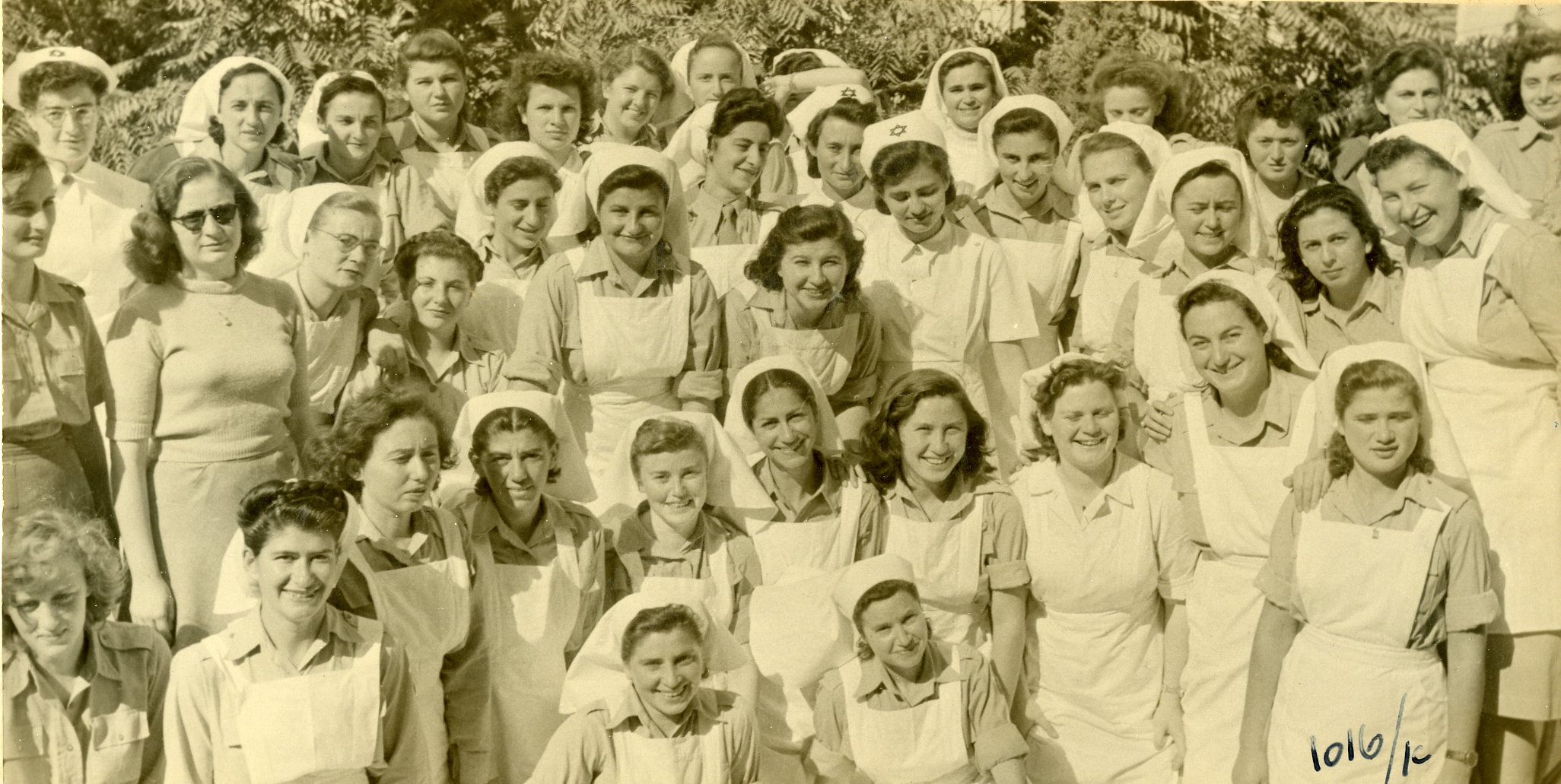
Гадасса — медичні працівниці і члени цієї організації, 1948

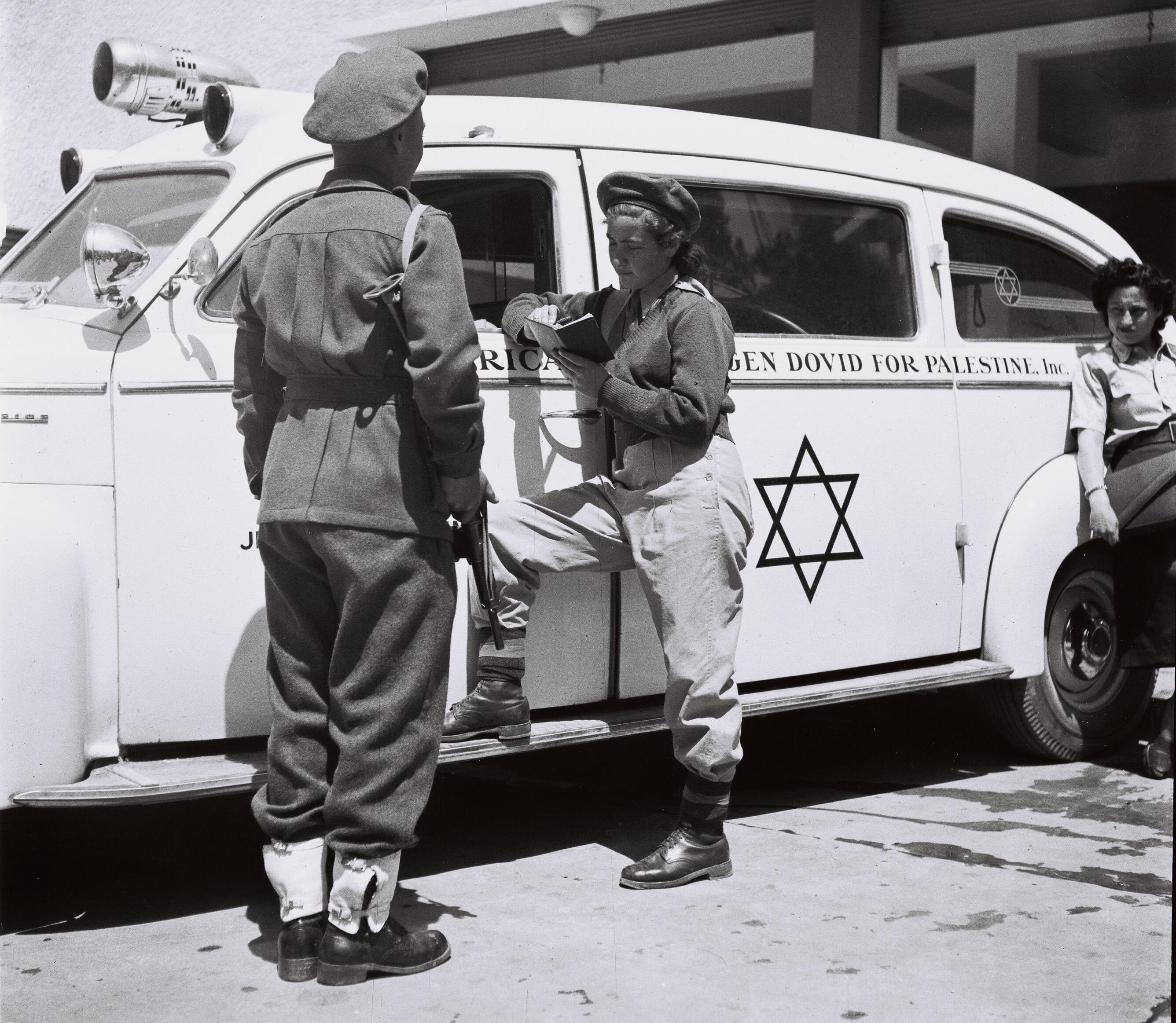
Magen David Adom лікарня, 1948

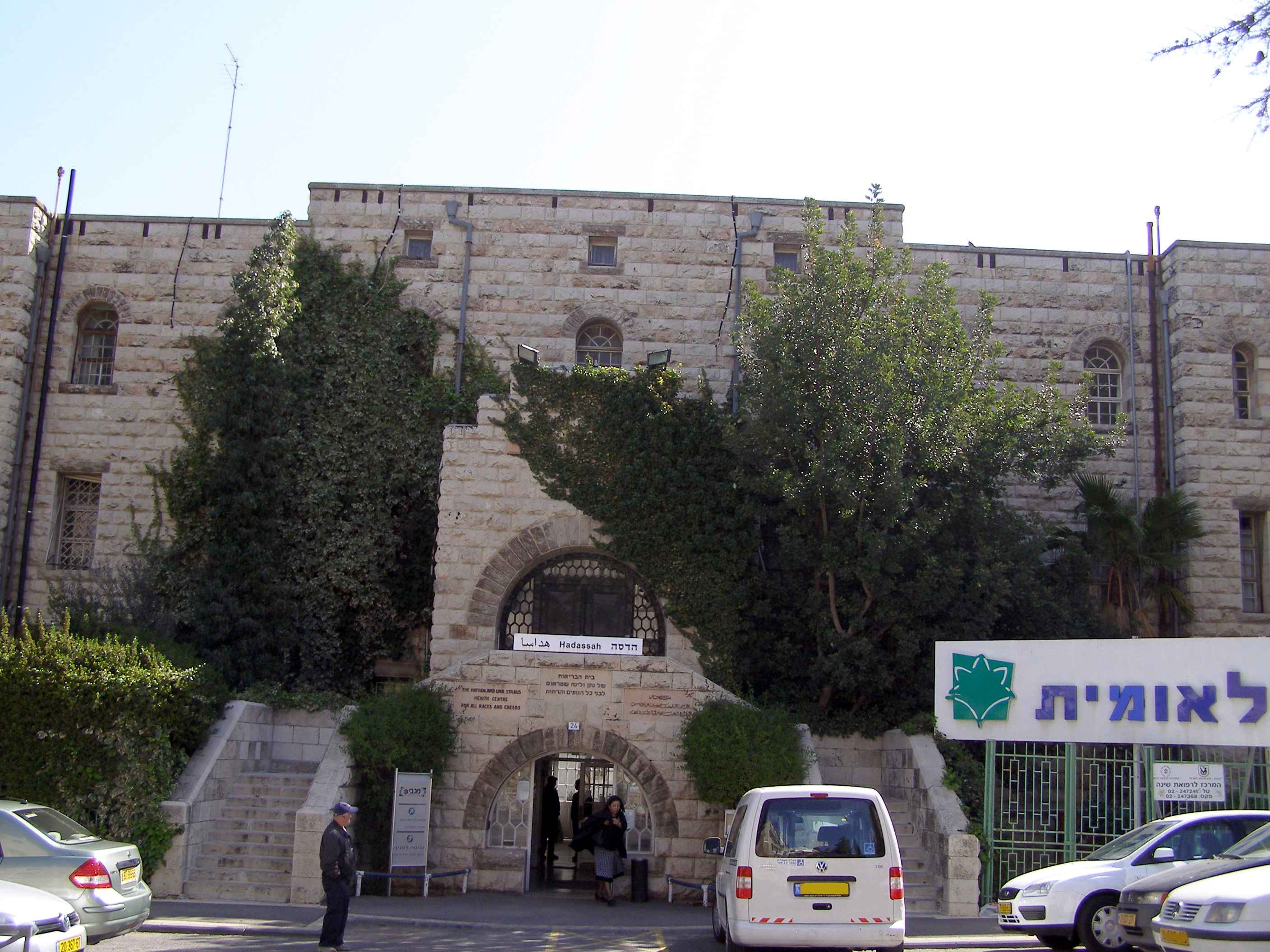
Хабреїт Штраус, Єрусалим, побудований в 1927 році

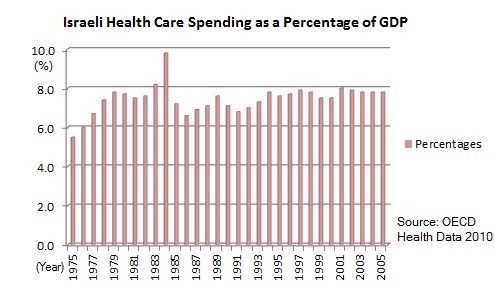
Таблиця витрат на охорону здоров'я в Ізраїлі у відсотках від ВВП

Згідно Галасі, святість людського життя є основним принципом, зміцнення здоров'я та лікування захворювань — одним з найважливіших законів юдаїзму. «Кожний, хто врятовує одне життя, врятує цілий світ», — написано в Мішні та у Вавилонському Талмуді.
В Єрусалимському Храмі існувала посада лікаря, також медицина згадується у древньому медичному трактаті «Сефер Асаф Ха-Рофе» написаному на івриті у VI столітті. Перша лікарня в Ерец-Ісраєлі, відома як «Орден госпіталю Св. Іоанна в Єрусалимі», яка діяла вже в епоху хрестоносців і надавала лікування чоловікам та жінкам різних релігій, причому єврейські пацієнти забезпечувалися кошерною їжею.

### Османська імперія
До початку XIX століття в Єрусалимі практично не було медичних закладів. У 1844 році з ініціативи сефардської громади міста завдяки фінансової допомоги сера Мозеса Монтефіоре була відкрита перша єврейська лікарня. В тому ж році Лондонське єврейське товариство (LJS) заснувало в місті місіонерську лікарню. В 1854 році Джеймс Маєр Ротшильд відкрив в Єрусалимі нову єврейську лікарню. В часи Османської імперії важливу роль в розвитку медичних служб Ерец-Ісраєлю зіграло сімейство Ротшильдів, а згодом жіноча сіоніська організація Америки Гадасса під керівництвом Генрієти Сольд (Шольд).
Перша єврейська лікарняна каса «Клаліт» була заснована в 1911 році для забезпечення медичними послугами працівників, які прибули в Ерец-Ісраель під час Другої Алії. У той час Клаліт був найкращим медичним закладом ішуву, він діяв згідно з так названою «бісмаркською» моделлю (участь підприємців у медичному страхуванні) і керівництво принципами рівності та взаємодопомоги.
У 1912 році єврейські лікарі Палестини почали створювати свої професіональні об'єднання, які перетворили згодом в Профспілку лікарів Ізраїлю. В 1914 році число цих лікарів досягло 60 людей. В Османській імперії жінки-лікарі не допускались на державну службу. Тим не менш, оцінюючи заслуги лікаря Єлени Каган в лікуванні жителів Єрусалиму, турецький уряд запросив її працювати в муніципальну лікарню міста.
Напередодні Першої світової війни в одному тільки Єрусалимі діяло 19 лікарень, із яких 6 було єврейськими і 12 християнськими. Медичні заклади в основному були благодійними, і в країні практично не існувало централізованої системи охорони здоров'я.

### Британський мандат
Із початком британського правління в Ерец-Ісраєль в 1917—1918 роках був затверджений департамент охорони здоров'я. На початку департамент був частиною воєнної адміністрації, пізніше він діяв в рамках мандату, отриманого Британією для створення національного будинку єврейського народу. Виконавчий орган ішува Ваад Леумі, признаний Верховним комісаром Палестини в якості уповноваженого представника євреїв в Ерец-Ісраель, створив свій відділ охорони здоров'я, який діяв паралельно із мандаторним департаментом. Відділ охорони Здоров'я Ваада вів співробітництво з відповідним відділами Всесвітньої сіоністської організації та Єврейської агенції і в різний час її очолював Авраам Каценельсон.

### Департамент охорони здоров'я
Першими кроками британського департаменту стали міри з покращення водопостачання і каналізації, створення санітарної інфраструктури, боротьба із малярією та щеплення проти натуральної віспи. Мандаторний департамент розширяв профілактичні послуги, що дозволяло зменшити витрати на госпіталізацію та очікування. Був створений ефективний управлінський апарат і прийняті закони, які регулювали багато сфер охорони здоров'я. Британці, доповідаючи про успіхи в сфері охорони здоров'я Палестини, підкреслювали свої заслуги в боротьбі з малярією, профілактикою очних захворювань і покращення водопостачання. Мандатна комісія Ліги Націй критикувала мандатний уряд за низькі витрати її бюджету на охорону здоров'я, які складали в 1925 році 100,000 фунтів, в той час як витрати єврейського ішуву на цю саму ціль складали 150,000 фунтів.

## Відділ охорони здоров'я

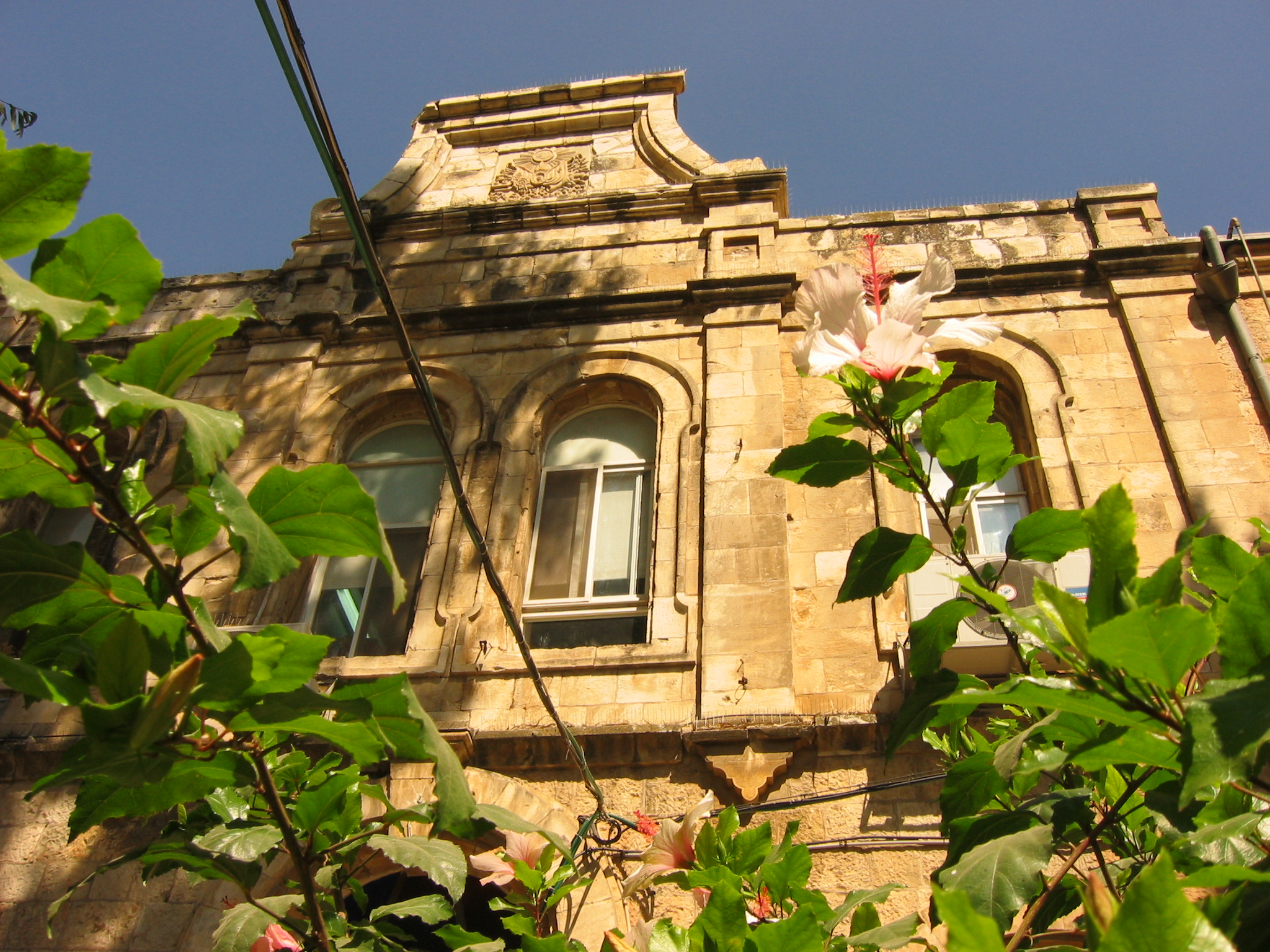
Міністерство Здоров'я будівля яка знаходиться на Вулиці Яффа, Єрусалим

Діяльність відділу охорони здоров'я поширилась і на єврейський ішув, і він був виконавчим органом спочатку Сіоністської організації, а потім самого ішуву. Відділ охорони здоров'я координував в контролював роботу єврейських медичних закладів і представляв інтереси ішуву перед мандатною владою, британським міністерством колоній і Мандатною комісією в Лізі Націй. Виступаючи перед Комісією Піля в 1936 році, Авраам Каценельсон відмітив, що мандатна влада виділила єврейським медичним службам всього 60,000 фунтів, в той час як Єврейське агентство виділило на охорону здоров'я 290,000 фунтів і єврейське населення сплатило за медичну страховку 200,000 фунтів. У часи влади мандата в країні не було арабських і мусульманських лікарень, і медичні послуги арабському населенню представляла в основному мандатна влада та місіонерські лікарні. Мандаторний департамент надавав перевагу приймати на свою службу лікарів-арабів, які складали 66 % всіх лікарів департаменту, хоча яких було всього 7.2 % від загальної кількості всіх лікарів Палестини.

### Медична організація Гадасса
Значний внесок у розвиток медичної інфраструктури країн зробила Медична організація Гадасса (HMO), яка була заснована Генрієтою Сольд у 1920 році. HMO і Американський Сіоністський Медичний Підрозділ (AZMU), який передував їй, діяли в Ерец-Ісраєлі з 1918 року, були створені по ініціативі американської жіночої організації «Гадасса». В 1918 році AZMU затвердило першу в країні школу для підготовки дипломованих медсестер. В багатьох районах Палестини HMO відкрила свої клініки і лікарні. В деяких місцевих відділах Гадасси більшість пацієнтів були арабами. Прикладом може служити лікарня в Хевроні, де до погрому лікувалось більше арабів, чим євреїв. У 1939 році HMO завершує побудову Медичного центру при Єрусалимському університеті на горі Скопус. Після 1929 року HMO вирішила сконцентрувати свої зусилля на проектах в Єрусалимі і передати медичні заклади в інших регіонах муніципальній владі, але її діяльність з розвитку медичних послуг по всій країні стала взірцем для її послідовників

### Лікарняні каси
У грудні 1920 року був створений Гістадрут і лікарняні каси об'єднались під його контролем в касу «Клаліт». В цей час лише незначна частина населення, в основному молоді робітники, мали членство в касі. В наступні роки каса «Клаліт» розширяла свою діяльність і наряду з страховкою почала надавати медичні послуги в поліклініках та лікарнях, заснованих при підтримці Медичної організації Гадасса та відділу охорони здоров'я. До 1936 року в рамках каси «Клаліт» було зайнято 170 лікарів, в той час як в «Гадассі» — 60 лікарів. До кінця 1948 року послугами каси користувалися 42 % єврейського населення і ще 11 % користувалися послугами інших лікарняних кас. Модель роботи «Клаліт» зобов'язувала її членів користуватися районними поліклініками і не допускала вільного вибору лікаря. Ця модель базувалася на тому, що всі лікарі рівноправні та всім членам каси представлені однакові послуги.
Після 1930 року Гістадрут в значній мірі контролювався партією МАПАЙ, а після введення «єдиного збору» (на івриті — «мас ахід») в 1935 році необхідною умовою для отримання медичної страховки в «Клаліт» було членство в Гістадруті. Частина єдиного збору була платнею за медичну страховку, друга частина йшла на потреби Гістадруту. Як наслідок із лютого 1995 року каса «Клаліт» була відділена від Гістрадруту.
Тісний связок між лікарняною касою «Клаліт» та політичними інститутами змусила частину ішуву утриматися від приєднання до цієї каси, що стимулювало створення лікарняних кас, які використовують іншу модель праці. Так були створені лікарняні каси «Амаміт» (1931), «Леуміт» (1933), «Мерказит» (1939), «Маккабі» (1941), «Оцар ха-рофім» (1942), «Меухедет» (1974) та інші.

## Відомі лікарі та науковці Юдеї

### Лікарі-євреї Німеччини та Австрії
У другій половині 19 ст. — початку 20 ст. найбільш значними досягненнями в медицині Німеччини та Австрії були лікарі-євреїв які покращили медицину цих країн:
1) М. Х. Ромберг (1795—1873), засновник фізіологічного підходу по дослідженням центральної нервової системи, який описав ряд її захворювань, в тому числі хворобу, названу його іменем;
2) М. Я. Генле (Хенле; 1809–85; з 11 років хрещений), який по-новому виклав анатомію на основі клітинної теорії, відкрив ряд нових анатомічних структур, у тому числі в нирках (петля Генле), і припустив про походження мікробної причини інфекцій;
3) Б. Штиллінг (1810–78), який установив вазомоторну роль симпатичної нервової системи, також ввів серійні зрізи в гістології і вперше здійснив на кролику пересадку роговиці з прозорим приживленням;
4) Д. Грубу (1811–98; відмовився перейти в християнство, хоча такою ціною міг отримати професуру в Університеті Відня), один з засновників сучасної мікробіології та паразитології, засновник патологічної мікології (розділ паразитології, який вивчає грибкові захворювання у людини та тварин);
5) Р. Ремак (1815–65; один з перших євреїв, який отримав — по спеціальному дозволу короля Фридриха-Вільгельма IV — доцентуру в Берлінському університеті), один з засновників ембріології, цитології та нейрогістології, який описав, названі його іменем безмякотні нервові вузли на межі передсердь та шлуночків;
6) Л. Траубе (1818–76), один з зачинателів експериментального клініко-фізіологічного напрямку. досліджень в медицині, який першим відрізнив захворювання нирок, викликане сердечною недостатністю, від ниркового запаленя, описав гіпертрофію сердечних м'язів при захворюваннях нирок, вперше увів в клінічну практику регулярну термометрію;
7) Е. Г. Генох (1820—1910), один з засновників сучасної педіатрії та гематолог, описав,, геморологічний васкуліт — захворювання судин, назване хворобою Шенлейна—Геноха;
8) Ф. Ю. Кон (1828–98; з 1872 р. штатний професор у німецькому університеті, перший єврей, який отримав це звання), доказав приналежність бактерій до рослин, заложив основи бактеріології і спільно з Р. Кохом провів серію досліджень сибірської виразки;
9) Р. Гейденгайн (Хейденхайн; 1834–97; отримав кафедру в університеті лише після прийняття християнства), відкрив шлях до наукового розуміння механізму м'язового скорочення і функціонування залоз внутрішньої секреції;
10) Ю. Ф. Конгейм (1839–84; через перешкоди, які здійснювалися його академічній кар'єрі, прийняв християнство), збагатив медичну патологію теорією виникнення та причини пухлин (Так названа теорія зародження Конгейма), судинною теорією запалення, ученням про кінцеві артерії(судини) і патогенез інфаркту;
11) К. Вайгерт (1895—1904) винайшов, а згодом покращив метод пофарбування тканин і бактерій, який сприяв розвитку гістології та мікробіології, першим описав клінічну картину тромбозів серця, а також вніс важливий внесок у вивчення етіології туберкульозу;
12) Е. Цукеркандл (1849—1910), чиї дослідження в області анатомії та патології носового отвору і зв'язаних з нею органів дихання заложили основи сучасної оториноларінгології;
13) О. Лассар (1849—1907), першовідкривач сучасних методів лікування шкірних і венеричних захворювань, зокрема, електротерапії (широко застосовується і в останній час паста Лассара);
14) П. Ерліх, перший у великому списку євреїв — лауреатів Нобелівської премії по медицині;
15) А. Л. Нейссер (1855—1916; прийняв християнство), відкрив збудника гонореї — гонокок та остаточно підтвердив існування збудника прокази (він також провів на мавпах експериментальне дослідження сифілісу і розробив спільно з А. Вассерманом сереалогічну діагностику цього захворювання;
16) Зигмунд Фрейд засновник психоаналізу;
17) О. Мінковський (1858—1931; прийняв християнство) своїми дослідженнями відкрив шлях надійної діагностики та лікування діабету, описав гемолітичну жовтуху (так названа хвороба Мінковського—Шоффара) та ряд інших хвороб;
18) Г. Оппенхейм (1858—1931), через своє походження не отримав університетську кафедру, хоча його дослідження прогресивного паралічу, сухотки, енцефаліту, пухлин головного та спинного мізків, травматичного неврозу (який в роки Першої світової війни досяг розмірів епідемії) та багато інших захворювань склали епоху в невропатології.

### Лауреати нобелівської премії з медицини
- Джуліус Аксельрод

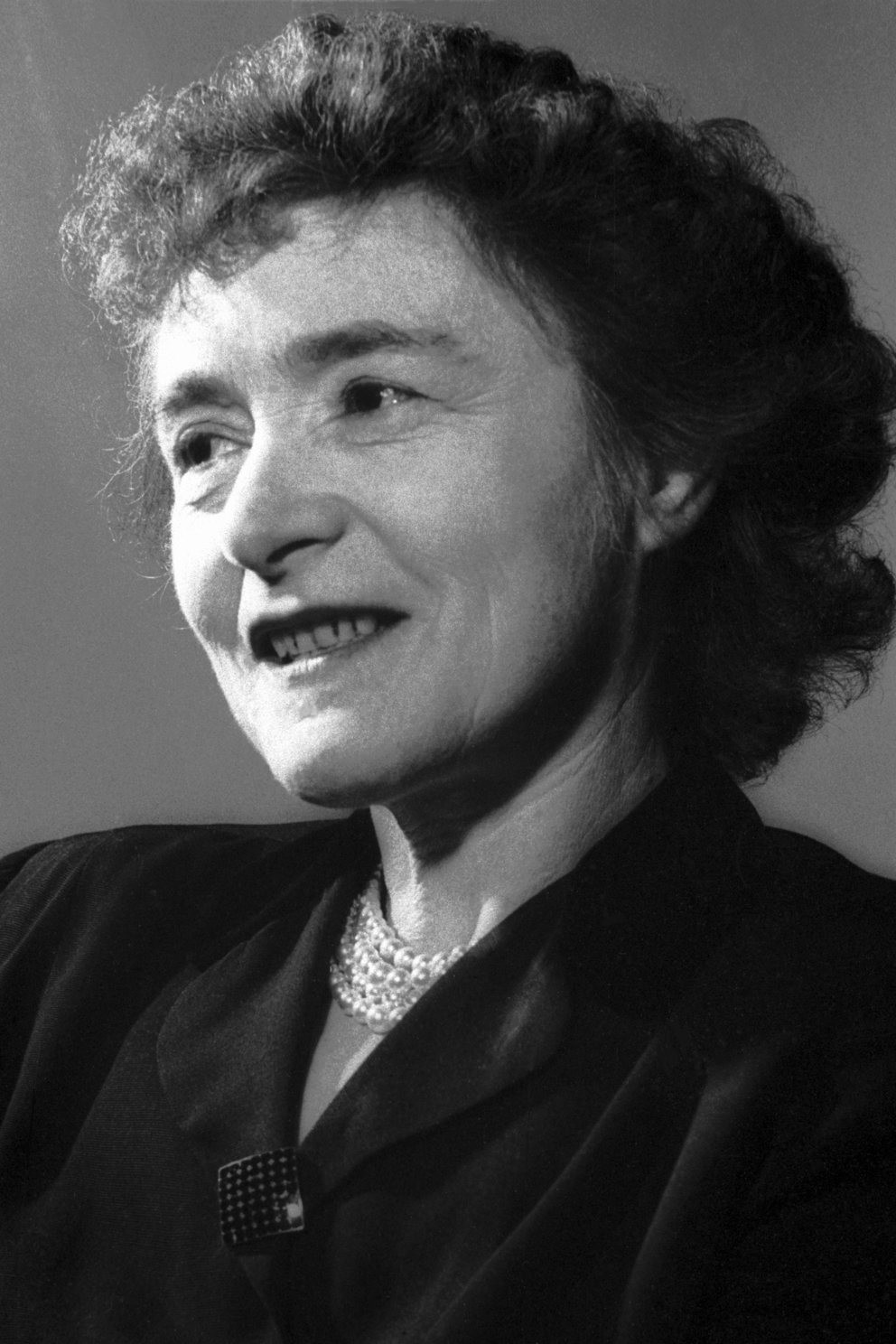
Тереза Герті Корі

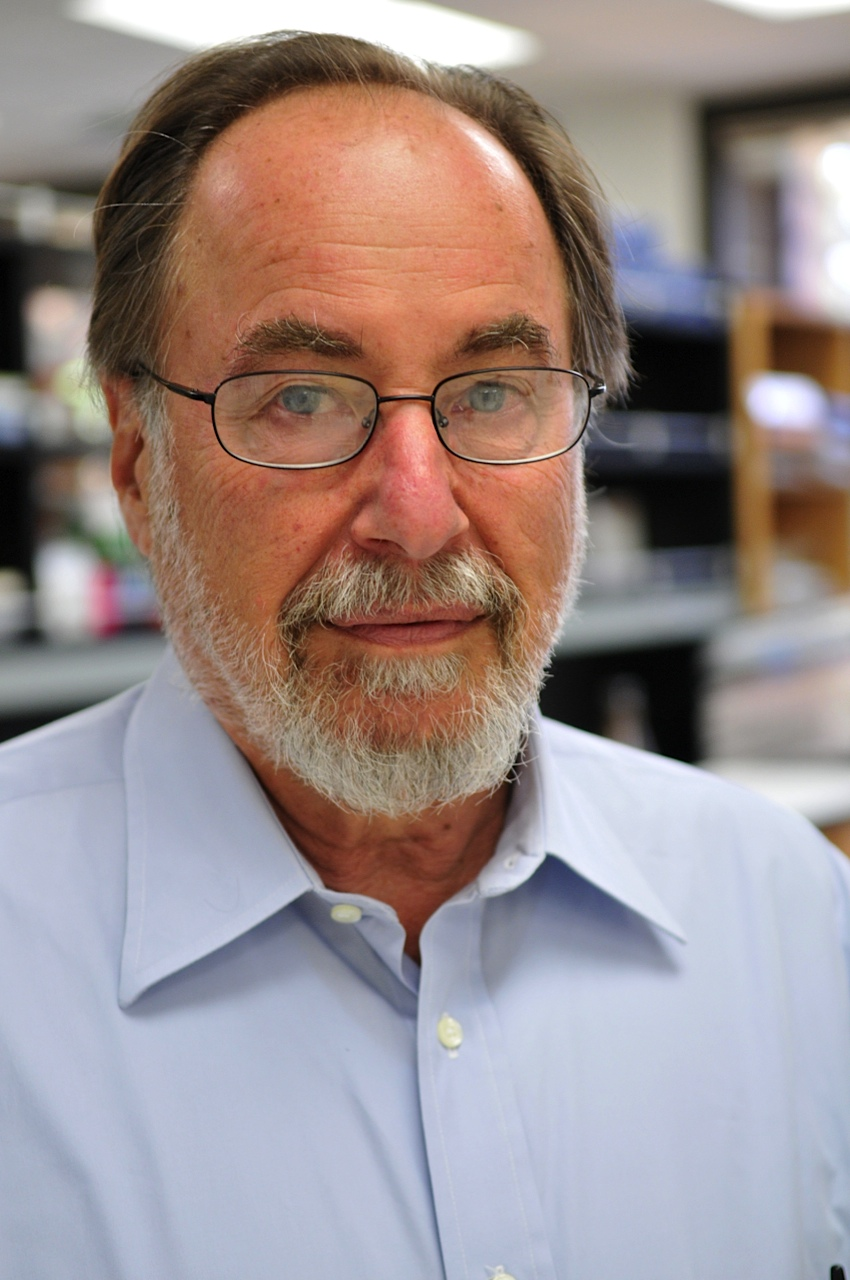
Доктор Девід Балтімор

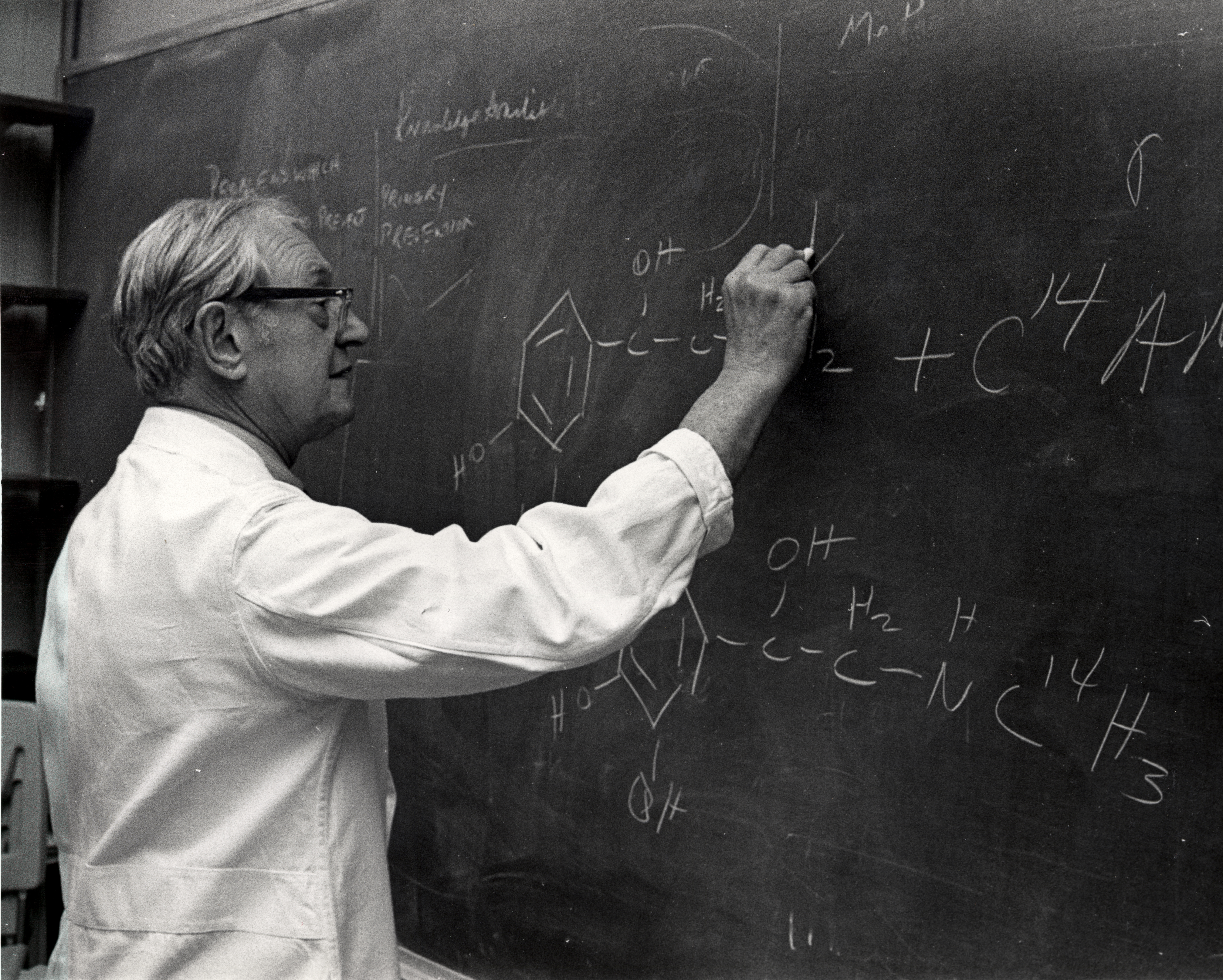
Джуліус Аксельрод за роботою над хімічними структурами

(1970). Американський біохімік та фармаколог. Лауреат Нобелівської премії з фізіології або медицини (1970, спільно з Бернардом Кацем і Ульфом фон Ейлером) за "відкриття, що стосуються гуморальних передавачів у нервових закінченнях і механізмів їхнього зберігання, виділення та інактивації ".
- Девід Балтімор

(1975). Видатний американський біолог, один з лауреатів Нобелівської премії з медицини та фізіології за 1975 рік. Зараз обіймає посаду професора біології у
Каліфорнійському технологічному інституті (Калтех), президентом якого він був з 1997 до 2006. Він також був президентом
Американської асоціації сприяння розвитку науки.
- Конрад Блох

(1964). Німецько-американський біохімік, лауреат Нобелівської премії з фізіології і медицині в 1964 році (спільно з Феодором Ліненом) «за відкриття, що стосуються механізмів і регуляції обміну холестерину і жирних кислот».
- Джон Роберт Вейн

(1982).
Британський фармаколог, лауреат Нобелівської премії з фізіології і медицини 1982 року "за відкриття, що стосуються простагландинів і близьких до них біологічно активних речовин ", яку він розділив з Суне Бергстремом та Бенгтом Самуельсоном. Вейн займався вивченням фармакологічних властивостей аспірину і показав, що його лікувальна дія обумовлена інгібуванням активності ферменту циклооксигенази і біосинтезу простагландинів.
- Герті Тереза Корі

(1947). Американська біохімікиня, лауреатка Нобелівської премії з фізіології або медицини 1947 року (спільно з чоловіком Карлом Корі) «за відкриття каталітичного перетворення глікогену». Вони розділили премію з аргентинським фізіологом Бернардо Усаєм, який відкрив роль гормонів передньої частки гіпофізу в метаболізмі глюкози.
- Карл Ландштайнер

(1930). Австрійський лікар, імунолог, хімік, інфекціоніст; першим відкрив існування сумісності різних типів крові за групами, резус-фактор крові (1940); Нобелівський лауреат в галузі фізіології або медицини (1930 рік). Перший дослідник в царині імуногематології та імунохімії, автор праць з молекулярної та клітинної фізіології реакції організму на розмиті антигени й специфічні та неспецифічні прояви при цьому.
- Отто Леві

(1936). Австрійсько — німецько — американський фармаколог, лауреат Нобелівської премії з фізіології або медицини 1936 року (спільно з сером Генрі Дейлом) «за відкриття, пов'язані з хімічною передачею нервових імпульсів».
- Фріц Альберт Ліпман

(1953).
Німецько-американський біохімік. Співвідкривач коферменту A.
У результаті вивчення клітинного метаболізму Ліпман у 1941 висловив гіпотезу, що основним джерелом енергії для підтримки метаболічних реакцій у живій клітині є аденозинтрифосфат (АТФ).
- Сальвадор Лурія

(1969). Американський мікробіолог італійського походження, лауреат Нобелівської премії з фізіології і медицини в 1969 році (спільно з Максом Дельбрюком і Алфредо Херші) «за відкриття, що стосуються механізму реплікації і генетичної структури вірусів».
- Андре Львов

(1965). Французький мікробіолог, лауреат Нобелівської премії з фізіології і медицини за 1965 рік (разом з Франсуа Жакобом та Жаком Моно) "за відкриття в галузі генетичного контролю синтезу ферментів і вірусів ".
- Отто Меєргоф

(1922). Німецький біохімік і лікар. Лауреат Нобелівської премії з фізіології і медицини в 1922 році (спільно з Арчибальдом Хіллом) за праці в галузі м'язового метаболізму (включаючи гліколіз).
- Тадеуш Райхштайн

(1950). Швейцарський хімік та ботанік польсько-єврейського походження. В 1933 році працюючи у Цюриху синтезував вітамін C. Разом з Едвардом Кендаллом та Філіпом Генчем одержав Нобелівську премію з фізіології або медицини в 1950 році за роботу присвячену гормонам адренального комплексу, що завершилося ізоляцією кортизону.
- Річард Ексел

(2004). Американський нейробіолог, лауреат Нобелівської премії з фізіології або медицини за дослідження в галузі вивчення «нюхових рецепторів і організації системи органів нюху».
- Пауль Ерліх

(1908). Німецький вчений. Лауреат Нобелівської премії з фізіології та медицини 1908 року (разом з І. Мечніковим). Відомий роботами в галузі гематології, імунології та хіміотерапії. Ерліх передбачив автоімунітет і назвав його «horror autotoxicus». Саме він ввів термін «хіміотерапія». Ідея «чарівної кулі» — також належить йому, як і перше емпіричне спостереження гематоенцефалічного бар'єра. Є засновником і по-справжньому творцем наукового хіміотерапевтичного напрямку в мікробіології.

### Лікарі-євреї Європи
Багато видатних відкриттів належить євреям в європейських країнах
- Х. Гіршспрунг (1830—1916, Данія) описав ряд не діагностованих раніше дитячих захворювань (одне з них назване його ім'ям);
- Ф. Відаль (1862—1929), французький патолог і лікар, вперше здійснив щеплення проти брюшного тифу (1883) і ряду інших захворювань, засновник серодіагностики;
- Л. Л. Заменгоф (Польща), засновник вітаминології і вітамінотерапію, офтальмолог;
- Ч. Ломброзо (Італія), відомий судовий психіатр;
- Х. А. Кребс, Э. Б. Чейн, Б. Кац, С. Мильштейн, значниц діагностик лорд Г. Кохен (родився в 1900 г.; всі з— [[Англія|Англії);
- А. М. Львов, Ф. Жакоб (Франція);
- Ріта Леві-Монтальчіні (Італія), Т. Рейхштейн (Швейцарія), та багато інших.

### Лікарі-євреї в США
В 20 ст. особливо великий внесок у медицину зробили американські вчені-євреї. До них (які складають всього приблизно дев'ять процентів всіх лікарів і вчених-медиків США) належать такі творці нової медицини, як нобелівські лауреати О. Леви, Дж. Ерлангер, З. А. Ваксман, Г. Дж. Меллер, Ф. А. Ліпман, Дж. Уолд, Дж. Аксельрод, С. Э. Луріа, К. Е. Блох, А. Корнберг, Розалін Сасмен Ялоу, Дж. Ледерберг, Б. С. Бламберг, М. У. Ниренберг, Д. Натанс, Дж. М. Еделман, Б. Бенасерраф, Х. М. Темін, Д. Балтимор, С. Кохен, М. С. Браун, Дж. Л. Голдстайн, а також С. Флекснер, Дж. Е. Солк, А. Б. Сейбін та багато інших.

## Приватний сектор
Медична організація Гадасса і лікарняна каса «Клаліт» виступали проти приватного обслуговування в галузі охорони здоров'я. Прихід до влади нацистів у Німеччині в 1933 році викликав велику хвилю міграції  німецьких євреїв, серед яких було чимало лікарів. Якщо в 1930 році в палестинському ішуві було 461 лікарів, то в 1935 році одних тільки зареєстрованих лікарів нараховувалось 1849. Число лікарів значно перевищувало попит на них в мандатній та суспільних сферах. Багато лікарів-репатріантів із Німеччини були прихильниками схрещення суспільної охорони здоров'я з приватним медичним обслуговуванням і підтримували вільний вибір лікарів в медичному закладі. Більшість лікарів-репатріантів відкривали приватні фірмі, в одному тільки Тель-Авіві у 1936 році діяло 187 приватних клінік. У 1934 репатріанти з Німеччини заснували приватну лікарню Ассута і страхову компанію «Шилоах», медичне страхування яке давало право на вільний вибір лікаря і місце страхування було прогресивними кроком порівняно з попереднім станом охорони здоров'я. До ініціатив репатріантів в ці роки також відноситься створення в країні фармацевтичної промисловості, найбільш відомим представником якої є компанія «Тева».

## Законодавство
Охорона здоров'я в Ізраїлі регулюється такими законами:
- «Указ про суспільну охорону здоров'я 1940 року»;
- «Указ про суспільну охорону здоров'я 1940 року»

(продукти харчування) 1983 року;
- Закон про державне страхування здоров'я 1994 року;
- Закон про службу «Маген Давід Адом» 1950 року;
- Указ про лікарів (нова версія) 1976 року;
- Постанова про суспільну охорону здоров'я (сестринський персонал в поліклініках) 1981 року;
- Установлення про суспільну охорону здоров'я (сестринський персонал в лікарнях) 1988 року;
- Указ про фармацевтів (нова версія) 1981 року;
- Указ про акушерів;
- Закон про регулювання медичної діяльності 2008 року;
- Закон про права пацієнтів 1996 року;
- Закон про лікування душевнохворих 1991 року;
- Закон про пересадку органів 2008 року;
- Закон про генетичну інформацію 2000 року;
- Закон про заборону генетичного втручання (клонування людей і генетичні зміни в клітинах розмноження) 1999 року;
- Закон про невиліковно-хворих 2005 року.

## Статистика смертності
По даним Центрального статистичного бюро за 2007 рік основними причинами смерті серед ізраїльтян були:
1) Онкологічні захворювання — 9839 люд. (24,6 % смертей)
2) Хвороби серця — 7353 люд. (18,4 %)
3) Інсульт — 2525 люд. (6,3 %)
4) Цукровий діабет — 2444 людини (6,1 %)
5) Хвороби дихальних шляхів — 2280 людей (5,7 %)
У 2011 році в Ізраїлі зареєстровано 28077 випадків онкологічних хвороб. В 24992 випадки діагностовані агресивних форм раку, які мають на увазі створення метастазу. Приблизно такі ж дані були отримані і в наступні роки. Найбільш часто зустрічався діагноз у чоловіків-євреїв — рак предстательної залози, у чоловіків-арабів — рак легень. У жінок — і у єврейок, і у арабок — найпоширеніша форма раку — рак молочної залози. Захворювання агресивними формами рака зменшуються за останні 20 років- зменшилось приблизно на 20%. Тим не менш, в 2011 році від раку в Ізраїлі померло 10287 людини.

## Лікарняні каси
Медичне страхування
Згідно закону про державне медичне страхування від 1994 року, кожен мешканець держави Ізраїль застрахований в одній з чотирьох лікарняних кас. Фінансування охорони здоров'я в Ізраїлі здійснюється через прогресивний податок на охорону здоров'я, який збирає Служба Національного Страхування і державного бюджету. Лікарняні каси зобов'язані надавати своїм членам перелік медичних послуг, які визначає держава. До того ж любий громадянин Ізраїлю має право раз на рік міняти лікарняні касу через свої погляди і ті в свою чергу зобов'язані надавати йому свої послуги.
Окрім державного страхування лікарняні каси надають додаткові страховки на медичні послуги, не включені в державний перелік.

### Трансплантація і пересадка органів в Ізраїлі
Відділення трансплантації органів лікарні «Бейлінсон» МЦ імені Рабіна, яку очолює професор Ейтан Мором. У Медичному Центрі імені Рабіна на сьогоднішній день здійснено понад 2200 пересадок нирок, 300 пересадок печінки та 30 пересадок підшлункової залози. Із них 40 % були проведені в випадку крайньої життєвої необхідності.

## Медичні дослідження
Ізраїль одним із світових лідерів у галузях медичних та парамедичних досліджень, і біоінженерії та їз можливостях розвитку. Біотехнології, медичні дослідження та клінічні дослідження налічує більше половини наукових публікацій в Ізраїлі, а промисловий сектор використовує ці значні знання для розробки нових лікарських засобів, медичного обладнання та лікувальної терапії. Серед інших галузей медицини Ізраїль є лідером у дослідженні стовбурових клітин, з найбільшою кількістю статей, патентів та досліджень на душу населення,
а також проводять дослідження у галузях регенеративної медицини та медичної марихуани(легких наркотиків).

## Медичний кошик Ізраїльтянина
Після того, як закон про державне страхування здоров'я набрав чинності, у державному бюджеті країни було передбачено додаткові кошти на нові послуги у страховому «кошику», затвердженому цим же законом. Однак це зовсім не означає, що «кошик» не може бути збільшений — це робить спеціальна комісія при МОЗ. Водночас клієнти ЛК можуть за окрему плату придбати додаткові медичні послуги, які не потрапили до нього. На додаток до «кошика медичних послуг» існує і «кошик ліків», який субсидує держава для кожного жителя Ізраїлю. Він — єдиний для всіх лікарняних кас, і змінити його можуть лише міністерства охорони здоров'я і фінансів.
До кошика належить: діагностика та амбулаторне лікування у терапевта, педіатра та лікаря-спеціаліста; лабораторні дослідження (якщо їх неможливо провести у лабораторії ЛК, пацієнт отримує направлення в іншу лабораторію, разом із зобов'язанням ЛК оплатити аналіз); радіологія (радіотерапія злоякісних пухлин, томографія, мамографія, комп'ютерна томографія тощо); виклик лікаря додому госпіталізація породіль та тяжких хронічних хворих; придбання ліків за значними знижками; екстрена медична допомога; профілактика захворювань щеплення новонародженим, дошкільнятам, школярам. Лише якщо хвороба загрожує життю застрахованого і за допомогою щеплення їй можна запобігти, ЛК оплачує вакцинацію); дієтологія та реабілітація.
Члени всіх ЛК мають право на госпіталізацію за рахунок каси в усіх лікарнях країни (якщо мають направлення лікуючого лікаря або в екстрених випадках). Окрім стандартного переліку діагностичних процедур, вагітним жінкам проводять генетичні дослідження. Перебування в лікарні у зв'язку з пологами оплачує Інститут національного страхування. При деяких лікарнях організовуються курси підготовки до пологів.
У рамках обов'язкового медичного страхування лікують від безпліддя, проводять штучне запліднення (бездітним парам, подружжям, які мають одну дитину, неодруженим жінкам). Аборти проводяться лише з дозволу спеціальної комісії, до якої входять медпрацівники та представники соціальних служб. В той час, як стоматологічні послуги в Ізраїлі платні, з липня 2011 року всім дітям до 10 років вони надаються безкоштовно.

## Медичні установи в Ізраїлі
В Ізраїлі діє широка система медичного обслуговування до якого належать і приватні, державні установи. Які в свою чергу можуть бути як змішаними так і вузькопрофільними так як акушерія, педіатрія, стоматолія тощо. Ось Неповний перелік найвідоміших лікарень Ізраїлю:

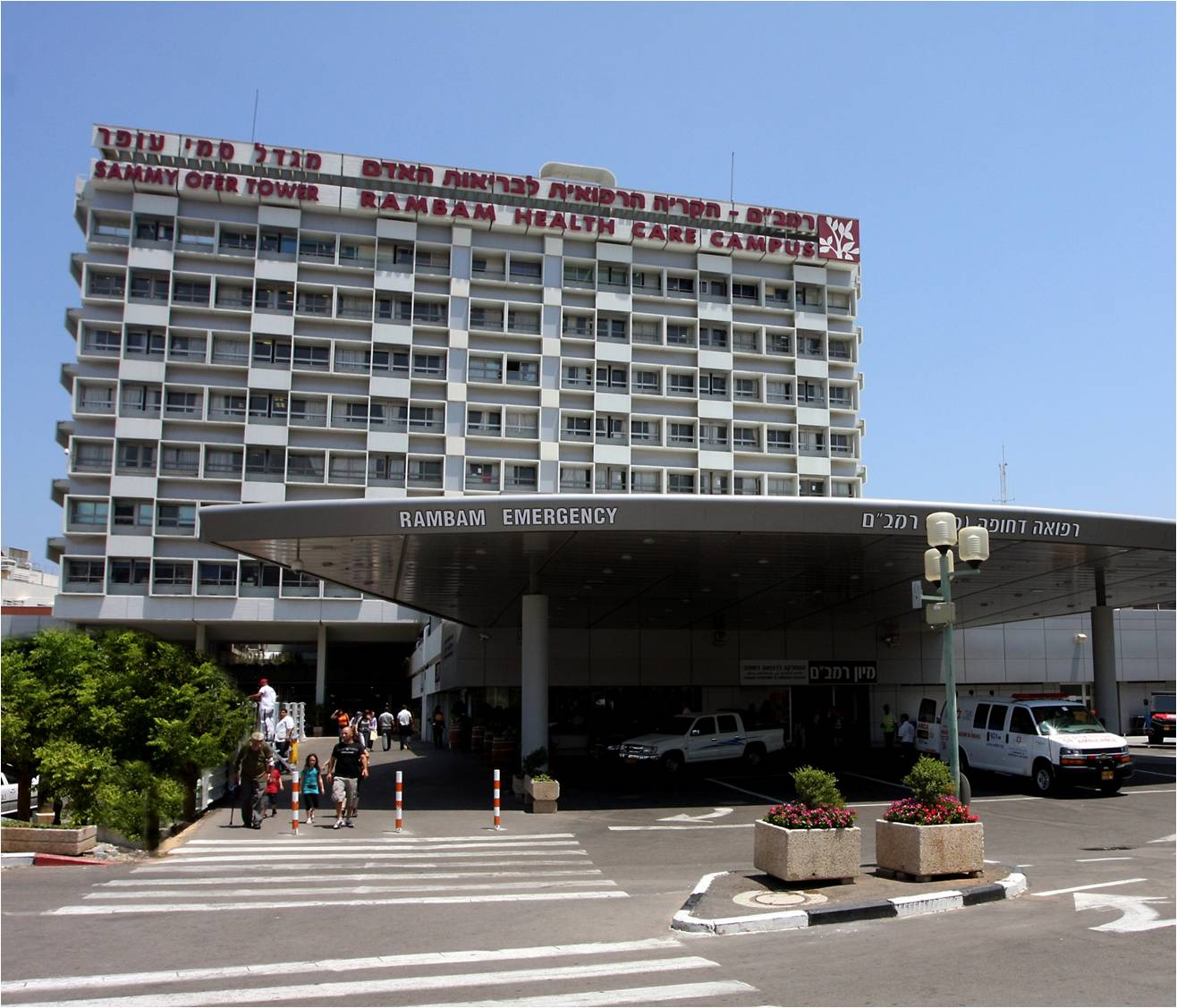
Центр медичної допомоги Рамбам

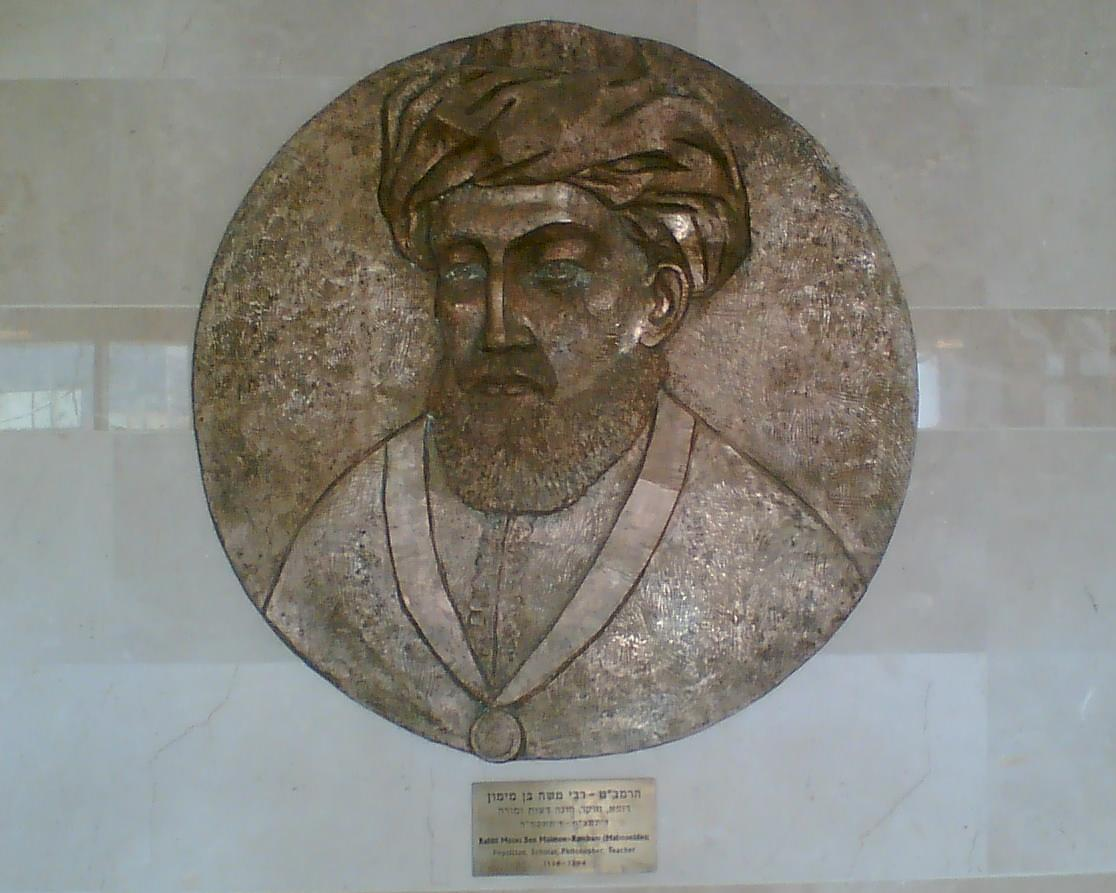

Медичний комплекс Рамбам знаходиться у місті Хайфа. Лікарня працює з 1938 року, здійснюючи лікування, діагностику і реабілітацію пацієнтів. З 1986 року на базі лікарні працює дитячий медичний центр «Маєр».
У спеціалізацію лікарні входить: екстрена медицина,травматологія, кардіо- і нейрохірургія, науково-дослідна робота.
Лікарня Рамбам щорічно приймає близько 75 тис. пацієнтів на стаціонарне лікування і близько 500 тис. на амбулаторне. Кількість операцій, що проводяться, зростає в середньому на декілька тисяч в рік. Найпоширеніший вид операції — це операції на серці.

### Медичний комплекс ім. Хаіма Шеба

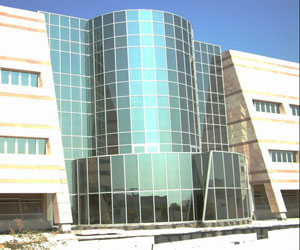
Центр медичного комплексу Шаба

Медичний комплекс ім. Хаїма Шеба починає свою історію з 1941 року. Він був відкритий під егідою американської армії як військовий госпіталь, що надає допомогу жертвам Другої світової війни. Госпіталь проіснував два роки, після чого був закритий. Потім в 1944 році знову почав свою роботу, але вже під британським прапором — в якості лікарні ВПС Британії. Статус військової медустанова носила аж до 1953 року, коли їй був присвоєний статус цивільної лікарні, названою «Тель-Ха-Шомер».

### Медичний центр Зів
Заснований більше 100 років тому медичний центр Ривка Зів є однією з авторитетних медичних установ на півночі Ізраїлю. Розташовується він в місті Цфат. Зів називають храмом охорони здоров'я, з вікон якого відкриваються мальовничі види на долину, озеро Кіннерет і гору Мирон. Зів — це першокласна клініка, що має на своєму балансі сучасне устаткування і висококваліфікованих фахівців.

### Медичний Центр «Герцлія»

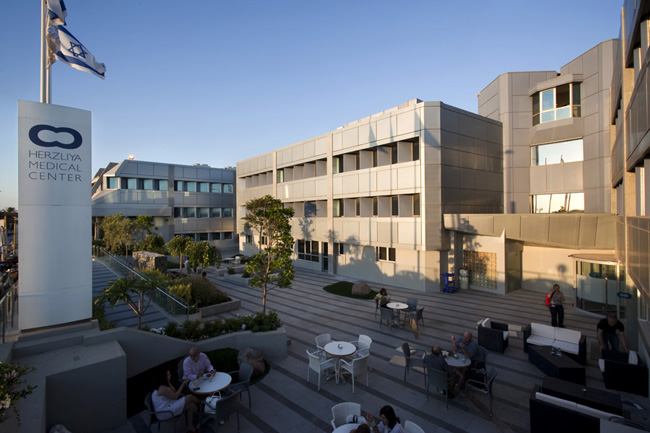
Будівля Медичного центру Герцля

Медичний Центр «Герцлія» (івр. הרצליה מדיקל סנטר) — приватна лікарня, яка надає терапевтичні послуги в Ізраїлі та на міжнародному рівні. Центр також пропонує фізіотерапію, повітряно-швидку допомогу, а також послуги медичного туризму. Лікарня була заснована в 1982 році та базується в Герцлії, Ізраїль.[1] Вона має свої представництва в Туреччині та Російській Федерації.

### Центр психічного здоров'я Мазра
Лікарня Мазра була зведена в 1954 році. Вже в 1980 році в клініці були передбачені місця для тривалого перебування хворих пацієнтів. Центр психологічного здоров'я розташовується в Акко. На сьогоднішній день заклад укомплектовано 300 ліжок і має 25 додаткових місць.
Центр психічного здоров'я Мазра надає допомогу людям з психічними розладами. Щорічно в медичному центрі відбуваються різноманітні тренінги та групова терапія, що сприяють поліпшенню психічного стану людини. Над реабілітацією пацієнтів працюють фахівці різних напрямків.
Медичний центр співпрацює з Техніон і Університетом Хайфи

### Медичний центр Ассута (клініка Ассута)

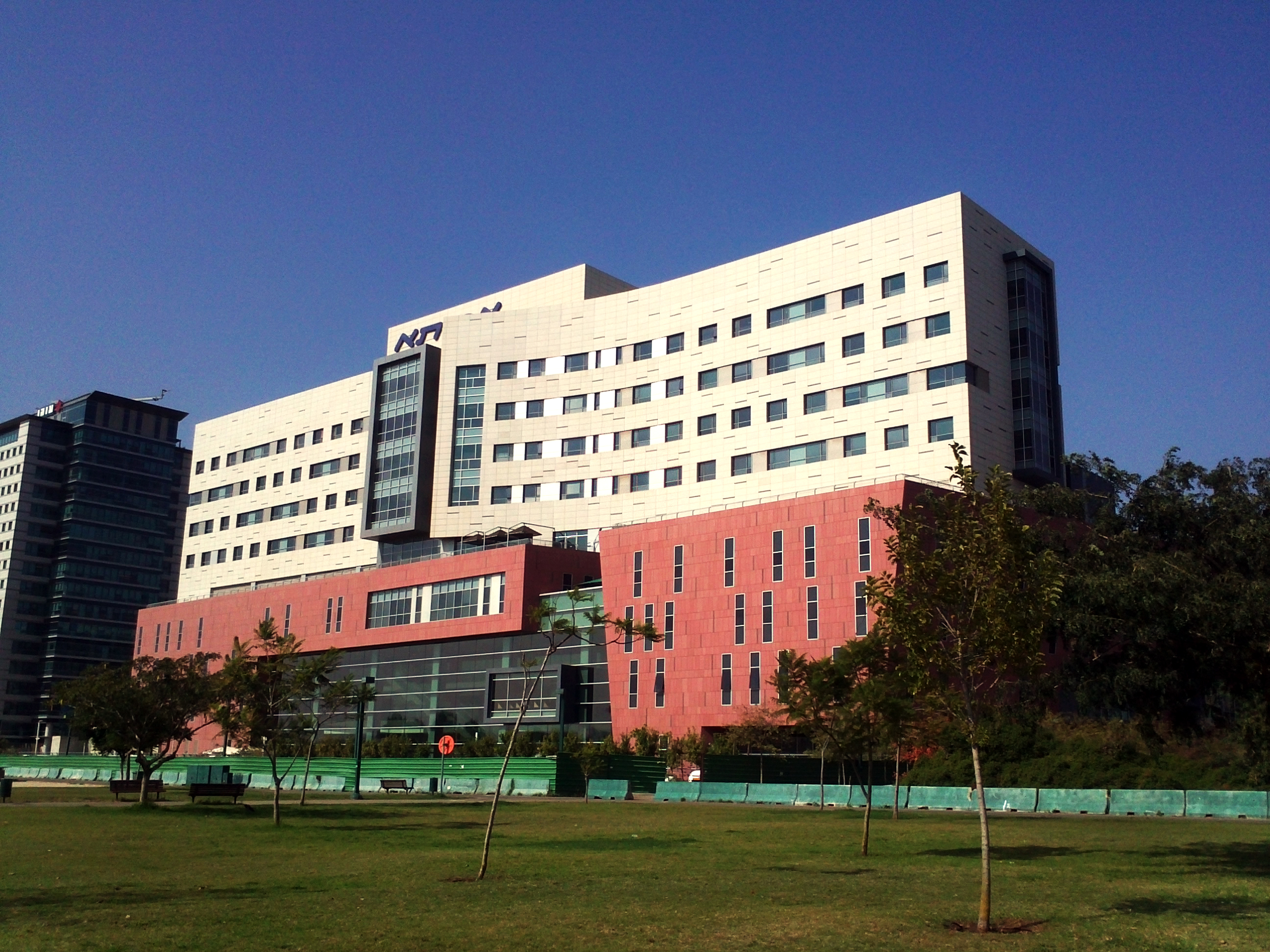
Нова будівля госпіталю Ассута Рамат Хахаял

Комплекс клінік «Ассута» — одна з найбільших медичних установ в Ізраїлі, чия діяльність відома далеко за межами країни. Будучи сучасною і передовою, лікарня не лише має в розпорядженні найбільшу мережу філій і відділень, розташованих в різних містах, але і має технічне оснащення і якість обслуговування, відповідним світовим стандартам.
З моменту своєї основи, з 1934 року, клініка «Ассута» — яскравий приклад продуманого, уважного і, одночасно — прогресивного підходу до діагностики і лікування пацієнтів. З 1984 року клініка перетворюється в комплекс комерційних лікувальних установ з 1990 — починає приймати на лікування зарубіжних пацієнтів, отримавши вже в 2011 році сертифікат відповідності JCI, що підтверджує дотримання міжнародних стандартів за якістю обслуговування пацієнтів.

### Медичний центр імені Сураскі (лікарня Іхилов)
Тель-авівський медичний центр імені Сураскі (Клініка Іхилов) входить в трійку найвідоміших лікарень Ізраїлю. Він заснований в 1961 році і до цього дня має популярність не лише серед місцевого населення — сюди приїжджають на лікування з усіх куточків світу. Сьогодні — це величезний багатопрофільний комплекс, що займає територію 150,000 кв. метрів і більше 1100 місць для пацієнтів в госпіталі, ведеться прийом в поліклініці, створений денний стаціонар, працюють лікарі-консультанти.

### Медичний центр Асаф ха-Рофэ
У місті Бен-Гуріона знаходиться третій в країні по розмірах медичний комплекс широкого профілю — Асаф ха-Рофэ. Державна клініка функціонує в двох містах — Беер-Яаков і Рішон-ле-Ціон.
Клініка названа на честь відомого лікаря ха-Рофе, який жив близько півтора тисяч років тому і був знаменитий тим, що сформулював першу медичну клятву і зробив немало відкриттів в області акушерства. Клініка існує з початку 20 століття, періодично міняючи свій профіль (військовий госпіталь — хоспис для хворих малярією — державна цивільна клініка).

### Медичний центр Меїр (Клініка Меїр)
Відділ лікарні Кфар Саба
Лікарня Кфар-Саба заснована в 1956 р., друга її назва пов'язана з ім'ям першого директора лікарняної каси «Клаліт», міністра охорони здоров'я Ізраїлю Йосипа Меїра
Медцентр Меїр сьогодні надає різноманітні послуги з більшості сучасних напрямів медичної діяльності. 
Упродовж 2007—2011 рр. медичний центр Меїр отримував звання кращої медичної установи країни.
На базі лікарні Кфар-Саба функціонують дослідницькі лабораторії Університету бар-Ілан і Університету Тель-Авіва, школи підвищення кваліфікації медичних фахівців, а також Центр підтримки олімпійської збірної Ізраїлю.

### Медичний центр Санз Ланіадо (лікарня Ланіадо)
Медичний центр Санз Ланіадо заснований у 1976 р. Єкутіелем Єгудою Галберштамом. Названий на честь братів Ланіадо, меценатів клініки. Єдина лікарня в місті Нетанія, Ізраїль. Раніше була пологовим будинком, сьогодні — функціонує в різних сферах медицини.
Ланіадо — державна установа, яка отримує основне фінансування за рахунок дії благодійних фондів. Цього вистачає, щоб створити комфортні умови для лікування пацієнтів не лише Нетанії, але і з інших країн.

### Медичний центр Шаарей Цедек
Медичний центр Шаарей Цедек почав свою історію 27 січня 1902 року. У самому серці Ізраїлю в Єрусалимі була побудована шикарна на той час лікарня під керівництвом медичного світила Волоха Мойсея. У восьмидесяті роки ХХ століття центр медичної допомоги переїхав в нову будівлю з великою прилеглою територією на заході міста. Сьогодні це успішний і популярний медцентр не лише серед місцевих жителів, але і за кордоном.

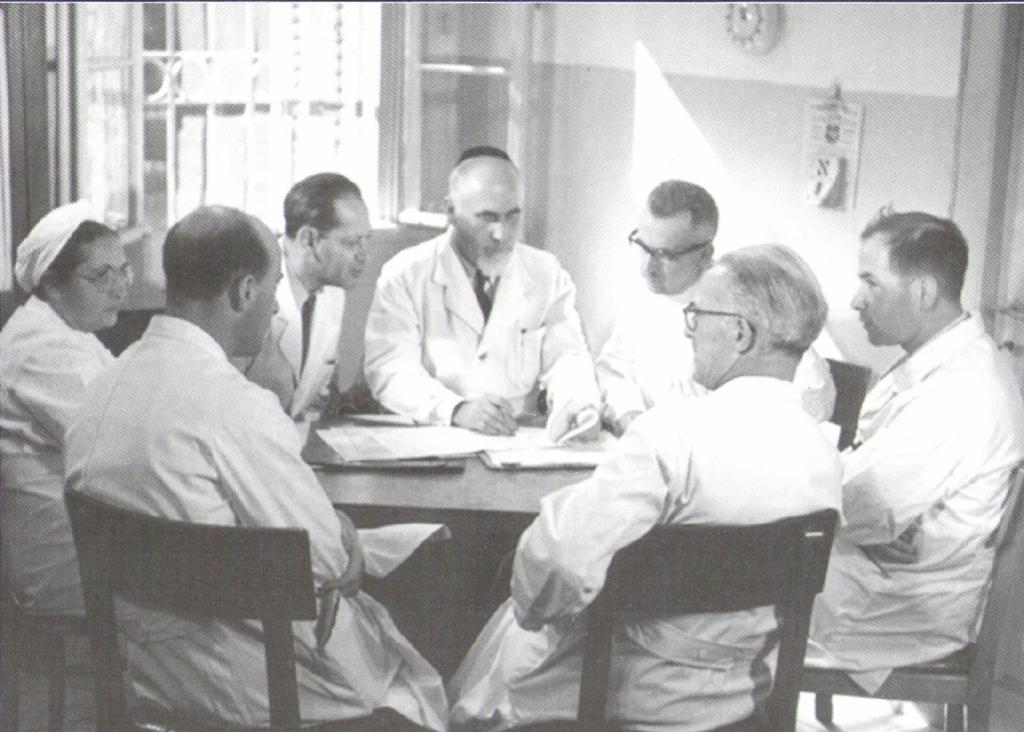
Консиліум у Шера Цадекe 1950-ті

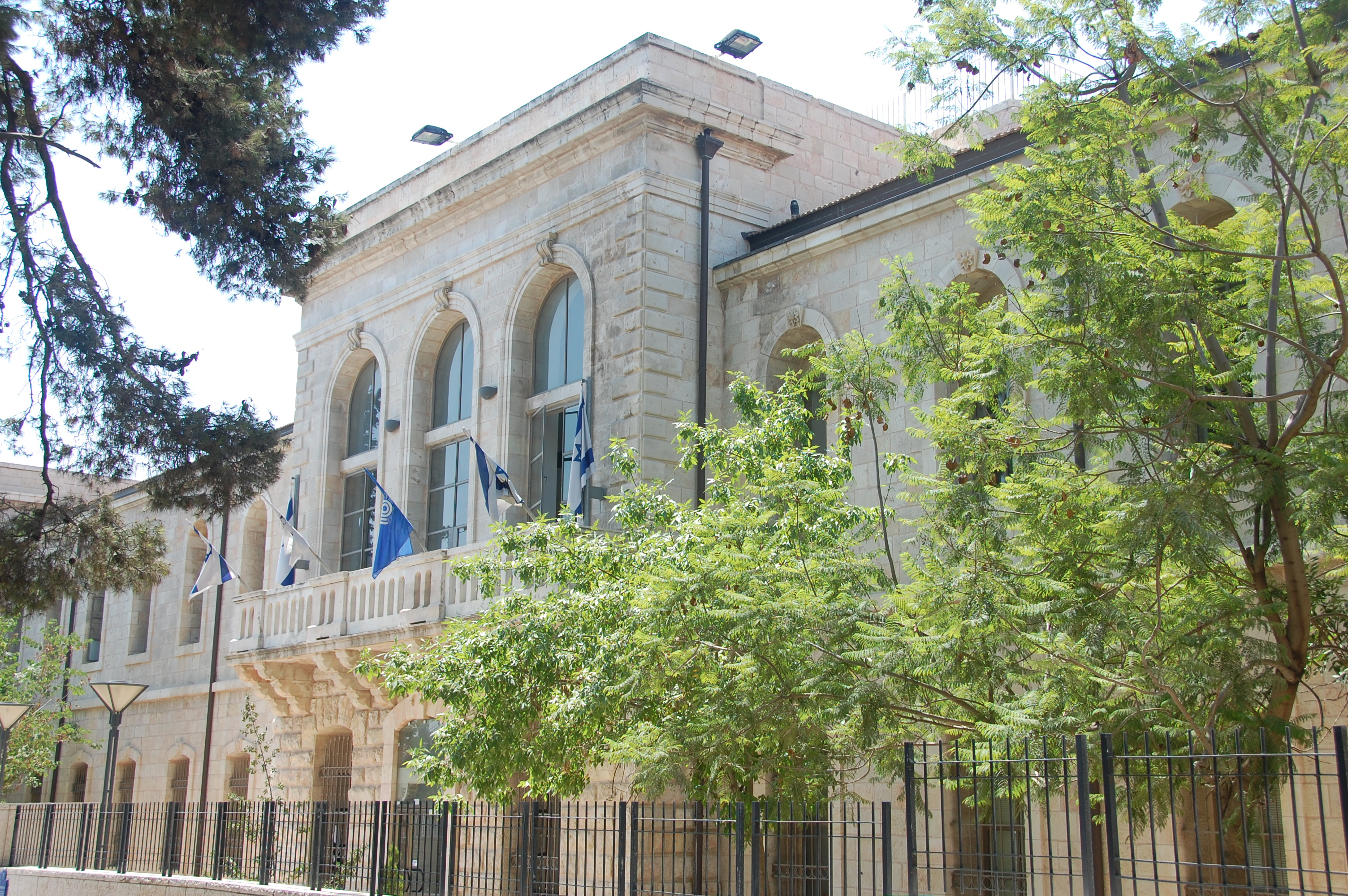
Оригінальна будівля Шера Цадек, була побудована на Яффа Road, сьогодні є головним місцем перебування в Ізраїльського рекламного агентства.

### Реабілітаційний центр Реут
Реабілітаційний комплекс Реут запрошує людей, які пройшли важкий шлях лікування складного захворювання, відновити сили і стати повноцінним членом суспільства під керівництвом досвідчених фахівців.
Відкриття центру відновлення здоров'я Реут в столиці Ізраїлю припадає на 1937 рік. Сьогодні лікарня має 350 місцями, і вважається одним з найбільших медзакладів Тель-Авіва.
Лікарня характеризується вузькою спеціалізацією. Робота спрямована на допомогу пацієнтам після отриманих травм, перенесеного інсульту, людей з інвалідністю та інших захворювань.
Важливим підходом у допомозі посправах є проведення короткострокового або тривалого відновлення функцій організму на базі загальноприйнятих відділень терапії і реабілітації. В додаток до них, пацієнтів супроводжують соціальний працівник, психолог, логопед, дієтолог і перекладач.

### Медичний центр Місгав-Ладах
Лікарня Місгав-Ладах в Єрусалимі почала функціонувати в 1854 р. завдяки пожертвам меценатів. Тривалий час функціонувала як пологовий будинок. У 2009 році був проведений капітальний ремонт з повним оснащенням інноваційним обладнанням.

### Медичний центр Йосефталь
Багатопрофільний лікувально-оздоровчий комплекс Йосефталь надає можливість поєднати процес лікування і реабілітації воєдино. Цьому сприяє відпочинок на березі цілющого Червоного моря.
1968 р. — відкриття першої клініки на півдні Ізраїлю. 2011 р. — реставрація та зміцнення будівлі на випадок настання природних катаклізмів.

### Дитяча лікарня Алін (реабілітаційний центр Алін)

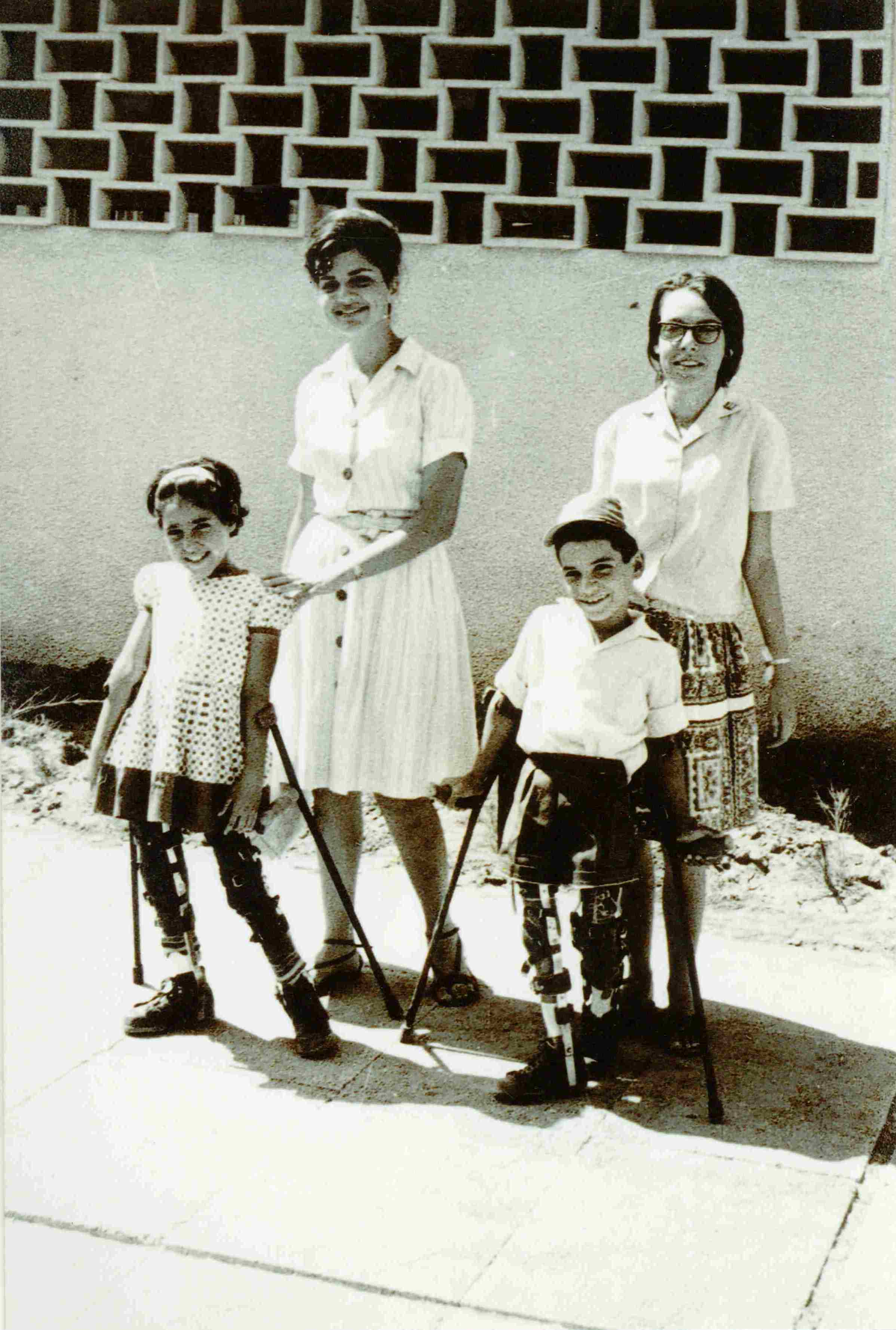
Лікарні Аоін, діти-пацієнти, 1965

У 1932 р. було закладено основу клініки Алін в Єрусалимі (Ізраїль) волонтером з Америки Генрі Келлером. У 1971 р. — побудовано нове приміщення лікарні, що функціонує і донині. Сьогодні Алін — один з кращих в світі центрів реабілітації для дітей та молоді до 22 років.

## Медичний туризм

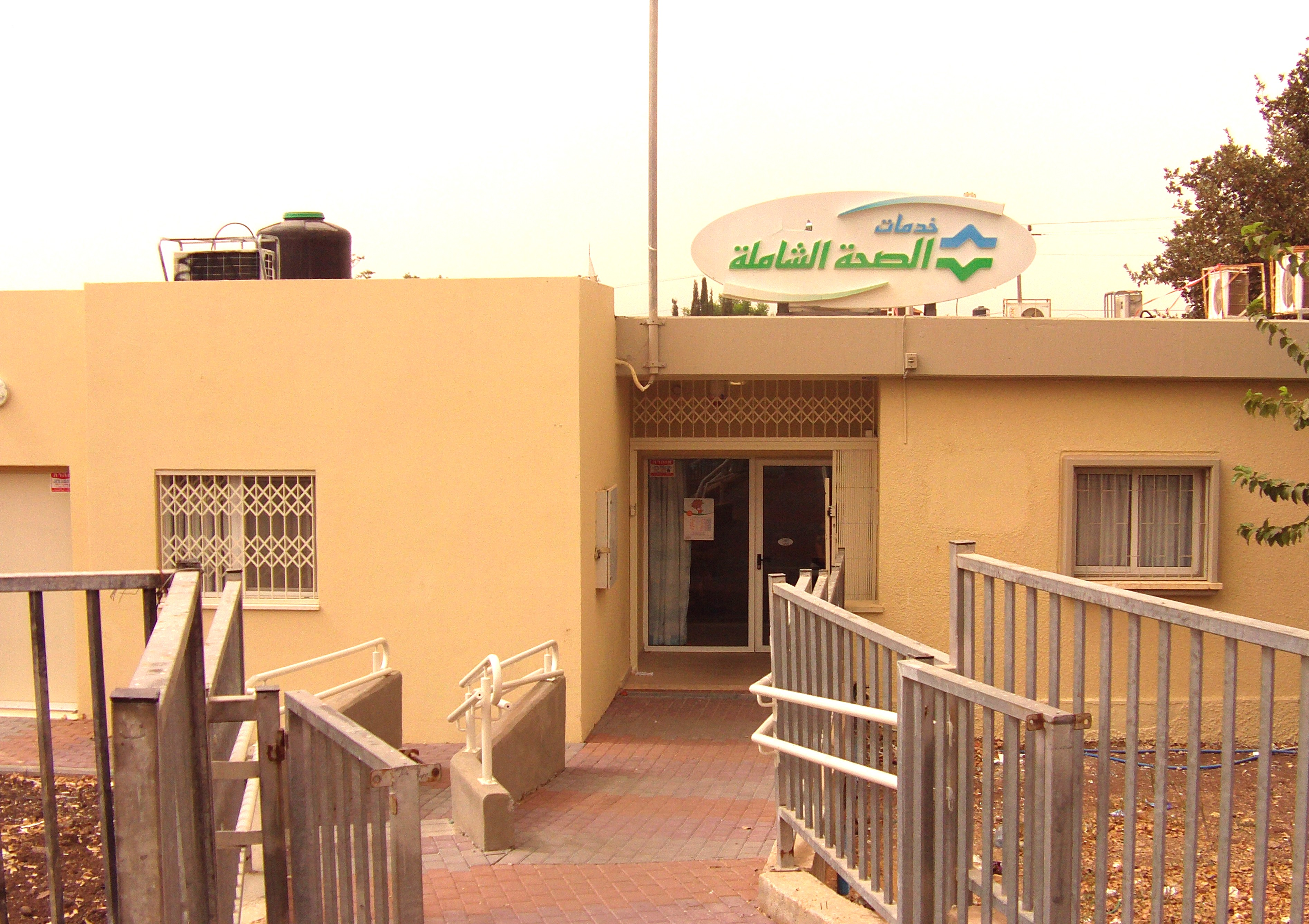

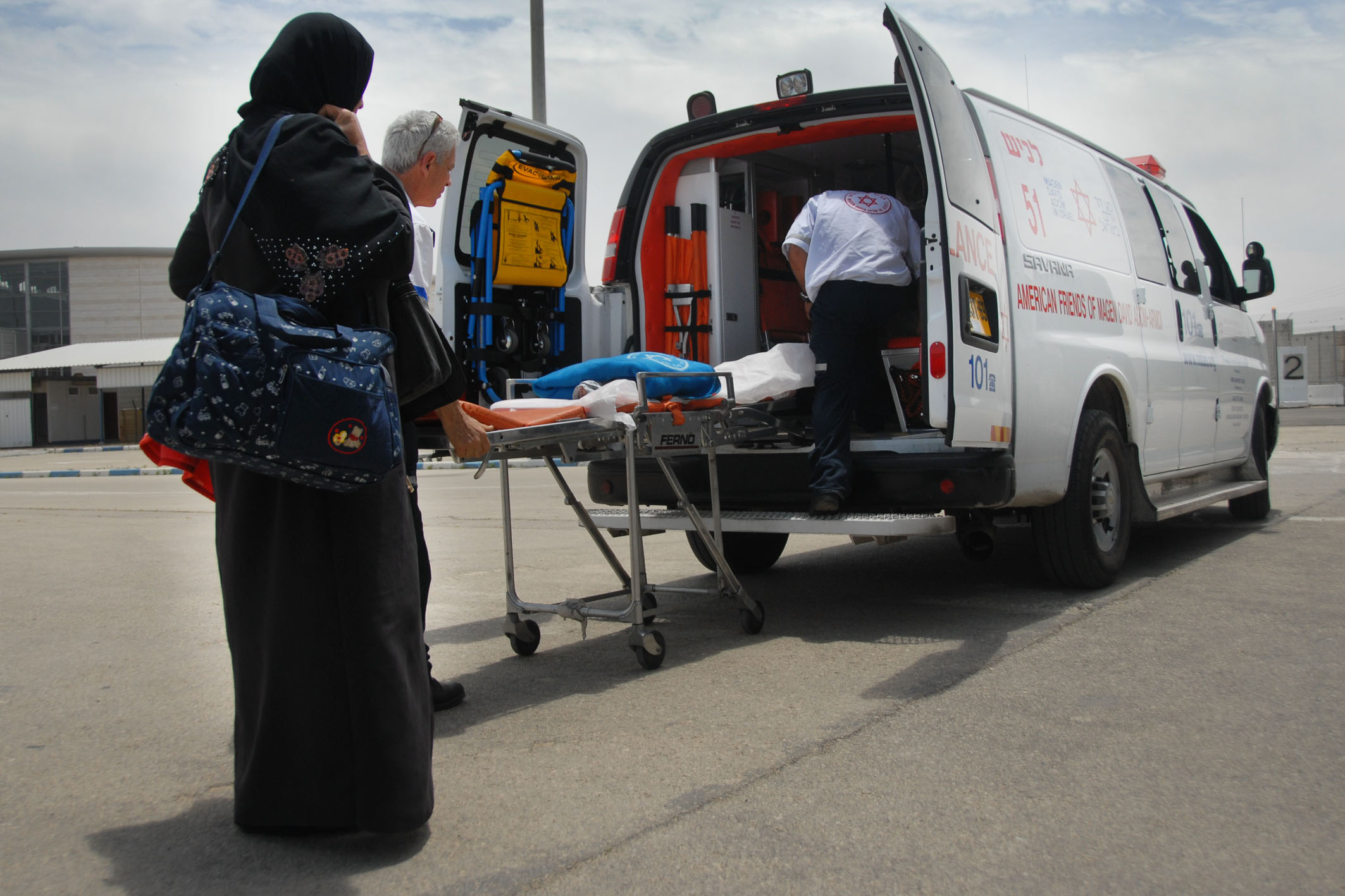
Газа пропуск лікування в Ізраїль через пункт пропуску Erez Crossing

Ізраїль є популярним місцем для медичного туризму. Передача мешканців для медичного лікування в Ізраїлі здійснюється через Ерец
Ізраїль стає популярним місцем для медичних туристів. У 2006, 15,000 іноземців приїхали в країну для медичних процедур, давши змоги заробити 40 мільйонів доларів.
 Так от 2010, прибуло 30,000 іноземців до Ізраїлю так і прибуває приблизно кожен рік, переважна більшість з Росії.
Деякі медичні туристи приїжджають до Ізраїлю, тому що процедури, які вони шукають, недоступні в їх рідних країнах. Інші, особливо з США, вибирають Ізраїль, оскільки вони можуть отримувати якісне лікування, такі як хірургічне втручання та запліднення in-vitro при значно менших витратах.
Багато медичних туристів прибувають до Ізраїлю для лікування в Мертве море, у всесвітньо відомому терапевтичному курорті. Ізраїльське міністерство охорони здоров'я та міністерство не тільки заохочують виїзд туристів але запрошують медиків на навчання до себе.
Згідно з доповіді, яка пролунала у 2013 році, кількість хворих із Східної Європи, Кіпру та США, які звертаються за лікуванням до державних та приватних лікарень Ізраїлю, зростає. Доходи від медичного туризму оцінювалися приблизно в 140 мільйонів доларів у 2012 році

### Палестинський медичний туризм
Згідно з доповіддю у 2013 році, кількість хворих із Східної Європи, Кіпру та США, які звертаються за лікуванням до державних та приватних лікарень Ізраїлю, зростає. Доходи від медичного туризму оцінювалися приблизно в 140 мільйонів доларів у 2012 році. його лікування оплачується за фінансовою угодою з Палестинською адміністрацією, або в деяких випадках за свій рахунок. Медицину для мешканців Сектора Газа оплачує Палестинська адміністрація або такі організації, як Центр Переса за мир
Палестинці, до яких застосовуються щодо лікування в Ізраїлі повинні отримати дозвіл на в'їзд з Ізраїлю, з яких тисячі залишаються щорічно. У січні 2009 року під час війни в Секторі Гази тимчасово відмінено фінансовому захоплення Палестинської автономії для всіх медичної допомоги палестинців в ізраїльських лікарнях, в тому числі покриття для хронічно хворих та осіб, які потребують комплексі турбота про недоступність на палестинських територіях. Палестинські офіційні особи заявили, що вони хотіли б направити пацієнтів в сусідніх арабських країнах, натомість, звинувачуючи ізраїльських чиновників за допомогою палестинських пацієнтів, деякі поранені в ізраїльських авіаударів, в PR-кампанії щодо поліпшення якості зіпсований іміджу Ізраїлю під час Війни в Газі.
У 2012 році Міністерство охорони здоров'я Палестинської адміністрації повідомило, що витрати на 2011 рік становили приблизно 42 мільйони доларів для фінансування медичного забезпечення палестинців у ізраїльських лікарнях та арабському світі. Ізраїльські араби користуються тією ж системою охорони здоров'я, як і всі інші громадяни країни.

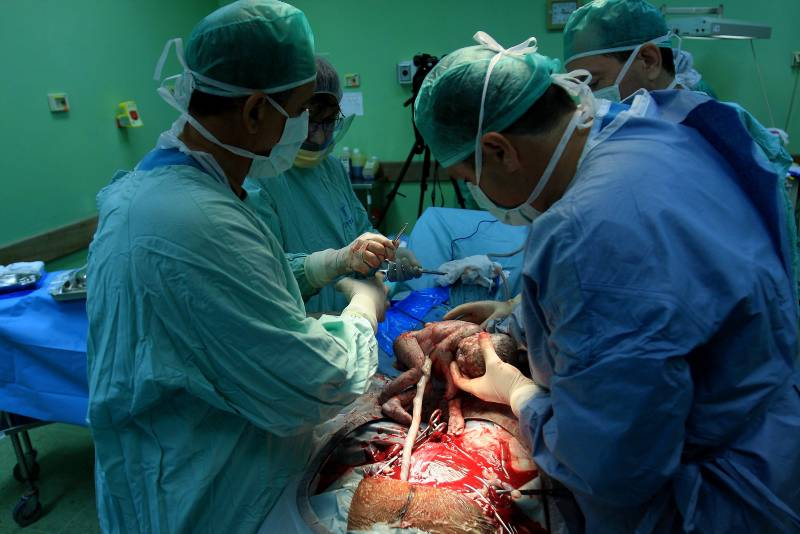
Людина в секторі Газа, яка находилась чотири роки в ізраїльській лікарні, 2008

Якість медичної допомоги в Ізраїлі є значно кращою, ніж будь-де на Західному березі та в секторі Газа. Ірвін Мансдорф, член «Спеціальної групи з питань медичного та громадського здоров'я, вчені заради миру на Близькому Сході» написав про плановий догляд, які палестинці продовжують отримувати в ізраїльських лікарнях та від ізраїльських лікарів.
«Збережи дітей» — організація створена «Центром миру Переса», дозволяє сотням палестинських дітей отримувати безкоштовну медичну допомогу, зокрема кардіохірургічну допомогу ізраїльських хірургів.

«Збережіть дитяче серце» — це програма, в якій будь-яка дитина з серцевими проблемами може отримати безкоштовну медичну допомогу та операції від окремих лікарів та лікарень в межах Ізраїлю. З 1996 по 2007 роки було оглянуто 4,591 дітей по всьому світу, з 1848 дітей, яких були 828 (45 %) палестинців.

### Гуманітарна допомога
Станом на серпень 2013 року ізраїльські лікарні надавали лікування десяткам сирійських громадян, постраждалих у Сирійській громадянській війні. З кінця березня у двох лікарнях Галілеї лікували близько 100 сирійських людей. Пацієнти прибувають до військової швидкої допомоги, а лікарня закликає армію перевезти їх назад, коли вони звільняються. Ізраїльські військові також керують польською лікарнею та мобільними медичними групами уздовж сирійської кордону.

### Незастраховане населення
Одним з найважливіших досягнень Національного закону про охорону здоров'я в 1995 році було те, що практично все ізраїльське населення було застраховане і таким чином, має право на послуги, включені в «мовний лст для забезпечення здоров'я». Тим не менш, на 2016 р. Налічується приблизно 250 000 не туристів, які тривалий час перебувають в Ізраїлі, і не мають права на переваги користуватися Законом про державне медичне страхування. З них близько 100 000 іноземних працівників, які в'їхали в Ізраїль на законних підставах і мають обов'язкове приватне медичне страхування, яке сплачує їх роботодавець. Ще 100 тисяч людей в'їхали в Ізраїль на законних підставах (як туристи чи іноземні працівники), але стали незаконними жителями після прострочення віз. Решта 50 000 — це робочі іммігранти, шукачі притулку та біженці, переважно з Еритреї[ та Судану, які незаконно в'їхали в Ізраїль через єгипетську прикордонну територію (до будівництва єгипетсько-ізраїльського бар'єру).
Для тих нелегалів, які працюють повний робочий день, роботодавець має обов'язкове медичне страхування. Ця страховка обмежена, оскільки вона залежить від безперервної роботи та відрахувань, вирахуваних із заробітної плати, тим самим стає неефективною і фактично закінчується, оскільки страхувальник стає безробітним з міркувань здоров'я.
Для тих «незаконних мешканців», які не мають ефективного медичного страхування та захищені від депортації в країни походження (через постійні конфлікти або примусовий набір), кілька служб були створені або Міністерством охорони здоров'я Ізраїлю, або місцевими НУО та з допомогою міжнародних організацій. Найважливіші послуги включають в себе безкоштовний доступ до аварійних кімнат та послуги госпіталізації, коли це необхідно для термінової допомоги, клініки первинної медичної допомоги,
і психіатричні клініки. У Тель-Авіві є клініка громадської охорони здоров'я, спільно керована організацією «Терем» та Міністерством охорони здоров'я Ізраїлю, яка надає невідкладну медичну допомогу, послуги спеціалістів у ряді галузей та стоматологічну допомогу людям, які не мають права на охорону здоров'я відповідно до Закону про державне медичне страхування і не має іншого джерела охоплення, крім як туристичного статусу. Еритрейські та суданські шукачі притулку складають значну частину таких клієнтів.

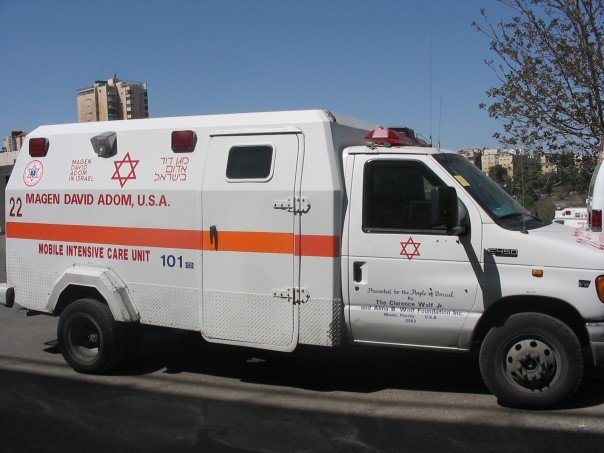
Magen David Adom броньований автомобіль інтенсивної медичної допомоги

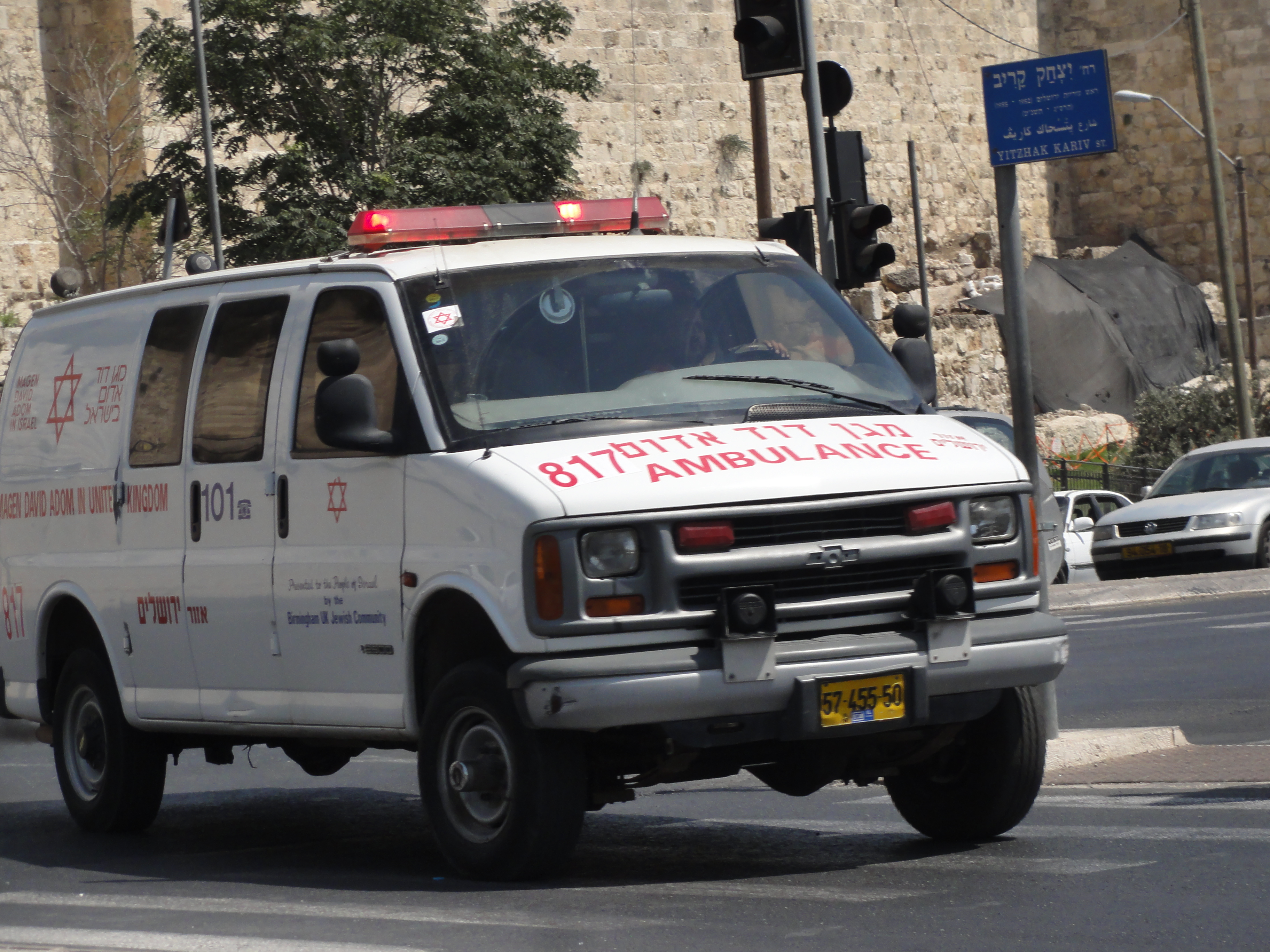
Типове Magen David Adom швидкої допомоги

## Факти
- Один з найважливіших показників високого рівня медицини в країні — середня тривалість людського життя Ізраїлю знаходиться на дуже високому рівні. За цим показником Ізраїль випереджають лише Японія, Швейцарія, Андорра. Ізраїльтяни живуть в середньому 82 роки.
- Середньостатистичний європеєць знаходиться у лікарнях втроє більше, ніж середньостатистичний ізраїльтянин.
- За останні 40 років смертність від серцево-судинних захворювань в Ізраїлі знизилась на 80 %. Від інфаркту міокарду в Ізраїлі помирає усього 4,2 % населення у той час, коли в Німеччині цей показник становить 7 %, у Великій Британії — майже 9 %, в Австрії — приблизно 10 %, Україні — 30 %, а в Росії — 39 %.
- Ізраїль знаходиться на третьому місці у світі за кількістю операцій коронарного шунтування — більше 2,5 тисяч на 1 мільйон людей. Близько 80 % людей після цієї операції доживають до повторної такої ж операції після зношення попередніх стентів.
- Смертність серед новонароджених в Ізраїлі також найнижча у світі — 3 на 1 тисячу, в той час, коли у Європі цей показник 10:1000.
- При пологах у Ізраїлі помирає лише 4 жінки з тисячі, в середньому по Європі цей показник 27 на 1 тисячу.
- Кількість циклів штучного запліднення (ЭКО в Ізраїлі), в результаті яких народились діти, складає 40 % від загальної кількості процедур, у Європі цей показник — близько 25 %, в цілому у світі — 20 %.
- Ефективність лікування раку молочної залози в Ізраїлі — вища ніж будь де в світі — 87 %, саме така кількість жінок, що пройшли лікування у Ізраїлі, живуть без рецидивів хвороби більше 10 років.
- Лікування раку легенів, однієї з найбільш злоякісних онкологічних хвороб досягає успіху в 40-60 випадках із ста. Цей показник більший лише у Японії, де населення проходить щорічній скринінг на виявлення цієї патології.
- Ефективність протезування колінного суглобу в Ізраїлі складає 100 %.
- Ізраїль витрачає на медицину 8 % ВВП країни, а рівень державних інвестицій у медичні дослідження відносно валового національного доходу в цій країні найбільший у світі.
- У 2014 році в Ізраїль приїхали на лікування більш, ніж 60 тисяч громадян інших країн. Практично половина з них — з країн СНД — України, Росії, Казахстану, Молдови та інших.
- 80 % медичних туристів приїжджають в ізраїльські клініки для лікування онкологічних захворювань.
- Ізраїль займає останнє місце у світі на душу населення по рівню смертності від онкологічних захворювань, при цьому онкологія є основною причиною несвоєчасної смерті в цій країні
- Біля 65 % медичних туристів повертаються додому, одержавши очікуваний результат лікування.
- Ізраїльські медики вважаються одними з найбільш освічених та професійних у світі. Для того, щоб стати повноцінним лікарем та одержати ліцензію на медичну практику в Ізраїлі, потрібно вчитись в середньому 12-13 років.
- Майже кожна високотехнологічна компанія з США створила в Ізраїлі чи планує створення центру наукових досліджень для того, щоб використати інтелектуальний потенціал цієї країни.